# Manchester United Football Club
El Manchester United Football Club, conocido como Manchester United o simplemente United, es un club de fútbol inglés de la ciudad de Mánchester, Inglaterra, que compite en la Premier League. Disputa sus partidos como local desde 1910 en el estadio Old Trafford, con capacidad para 76.000 espectadores.
Fue fundado el 17 de enero de 1878 bajo el nombre de Newton Heath LYR Football Club y se incorporó a la First Division en 1892. Después de estar cerca de la bancarrota en 1902, J. H. Davies tomó las riendas del club y cambió su nombre por el actual. Durante la Segunda Guerra Mundial su estadio fue bombardeado y durante un tiempo estuvieron jugando en Maine Road. El equipo gozó de un éxito sin precedentes tras nombrar a Matt Busby como entrenador del equipo y ganar la liga en 1956 y 1957. Pese a que en 1958 ocurrió el desastre aéreo de Múnich, en el que ocho jugadores del equipo perdieron la vida junto con el entrenador Tom Curry, el conjunto salió adelante con Bobby Charlton como sobreviviente y otros grandes como Denis Law y George Best, conocidos como la grandísima trinidad, en su época como jugadores del Manchester United ganaron la Champions League en el año 1968 contra el Benfica. Entre los años 1990 y 2013, Sir Alex Ferguson dirigió al equipo a la obtención de ocho campeonatos ligueros y en 1999 se convirtió en el primer equipo inglés en ganar la Champions League, la Premier League y la FA Cup en la misma temporada —el «triplete» del club—.
A nivel nacional Manchester United ha obtenido un récord de 20 títulos de liga, 13 FA Cup, 6 Copas de la Liga y 21 Supercopas de Inglaterra. A lo anterior se suman 3 Copas de Europa, una Supercopa de Europa, una Recopa de Europa, una Copa de la UEFA, una Copa Intercontinental y una Copa Mundial de Clubes de la FIFA, lo que lo convierte junto a Liverpool uno de los clubes ingleses más exitosos.
Junto con Liverpool, Chelsea y Manchester City, son los únicos equipos del Reino Unido que pertenecen al grupo de los únicos 31 clubes en el mundo que han ganado el máximo campeonato de clubes de fútbol a nivel mundial, cuando el 30 de noviembre de 1999 conquistó la Copa Intercontinental y el 21 de diciembre de 2008 la Copa Mundial de Clubes, ambas disputadas en Japón, derrotando a los representantes de la Copa Libertadores: Palmeiras y Liga de Quito respectivamente por idéntico marcador, 1-0. Siendo (de los clubes británicos), el primer y máximo ganador de los títulos mundiales de clubes.
Es considerado también como uno de los clubes deportivos más populares del mundo; en 2012 contaba con una base de 659 millones de seguidores en todo el mundo, en su mayoría asiáticos, del Oriente Medio y África, Europa y América. Desde 1994 se mantiene como el club con la asistencia más alta en sus partidos de liga, con un promedio de más de 14 mil aficionados por juego. En términos financieros, es uno de los equipos deportivos con mejor valor de mercado en el mundo, siendo el primero en superar los 3000 millones USD en 2013.

## Historia

### Primeros años (1878-1902)

Una gráfica que muestra el progreso del Manchester United a través del Sistema de ligas de fútbol de Inglaterra y el cual abarca desde su origen como The Heathens en 1892-93, hasta el presente.

La escuadra del Manchester United se formó el 1878 bajo la denominación «Newton Heath LYR Football Club», creada por el departamento de carga y mantenimiento de la ferroviaria Lancashire and Yorkshire Railway Company, en el centro urbano Newton Heath, radicado en Mánchester, Inglaterra. Usaban las siglas «LYR» para diferenciarse de otro equipo de fútbol de la misma empresa, que era conocido como «Newton Heath Loco». En un inicio, el equipo —que coloquialmente era conocido como «los Heathens»— jugó partidos contra otros departamentos y otras empresas ferroviarias, y tenía como sede el estadio North Road —que ya no existe en la actualidad, y que estaba cerca de las instalaciones de la empresa—, hasta que, el 20 de noviembre de 1880, compitió en su primer partido del que se tiene registro: contra el equipo de reservas del Bolton Wanderers, que los derrotó 6-0. El Newton Heath LYR vestía una indumentaria que lucía los colores de la compañía —verde y oro—. En la temporada 1882-83, disputó un total de 26 partidos amistosos y para el año siguiente compitió en la Lancashire Cup, su primera competición oficial. Sin embargo, acabó descalificado en las primeras fases del torneo de ese año, al perder 7-2 contra el conjunto de reservas del Blackburn Olympic. En 1884 comenzó a participar en la Manchester and District Challenge Cup, donde obtuvo notables resultados al ganar el torneo hasta en cinco ocasiones distintas, y llegar a una final del mismo. Dos años después, en 1886, el club comenzó a expandirse al contratar a jugadores conocidos a nivel nacional, como es el caso de Jack Powell —que luego obtuvo el nombramiento de capitán del equipo—, Jack y Roger Doughty y Tom Burke.
En la temporada 1886-87, el equipo participó por primera vez en la FA Cup, aunque los Fleetwood Rangers los eliminaron en la primera ronda; si bien al final de dicho partido lograron un marcador de 2-2, el capitán Powell se negó a jugar un período extra, así que Fleetwood obtuvo la victoria. Tras protestar por este resultado ante la Asociación de Fútbol, el club decidió no jugar más en la FA Cup, algo que se cumplió hasta 1889, cuando nuevamente participó en el evento. En 1888 el club pasó a ser uno de los miembros fundadores de The Combination, una liga de fútbol a nivel regional. Sin embargo, tras la disolución de la liga después de una sola temporada debido a problemas financieros, Newton Heath se integró a la recién formada Football Alliance —una organización integrada por otros once conjuntos que no formaban parte de la Football League— la cual duró tres temporadas antes de fusionarse con la Football League. Esto ocasionó que el club comenzara la temporada 1892-93 en la First Division, y para entonces ya era independiente de la ferroviaria, por lo que dejaron de usar el término «LYR» en su nombre —aunque aún participaban en el equipo los empleados de la empresa— y cambiaron su sede a Bank Street, en el suburbio de Clayton, Mánchester.
Después de solamente dos temporadas en la First Division, el equipo finalizó último en la temporada 1893-94, lo que los obligaría a jugar un partido de play-off contra el campeón de la Second Division de ese entonces. Lo curioso es que se enfrentaría a nada menos que al Liverpool F.C. siendo este el primer encuentro oficial entre ambos clubes que luego derivaría en la rivalidad actual (Derbi del Noroeste de Inglaterra).Dicho encuentro lo ganaría el equipo de Anfield por un marcador de 2-0, lo que provocaría el primer descenso en la historia del club a la Second Division. Luego de esto, el equipo pasó por una crisis institucional y deportiva que los mantuvo en la Second Division durante 12 años hasta su ascenso en la temporada 1905-06.

### El nacimiento del Manchester United (1902-1914)

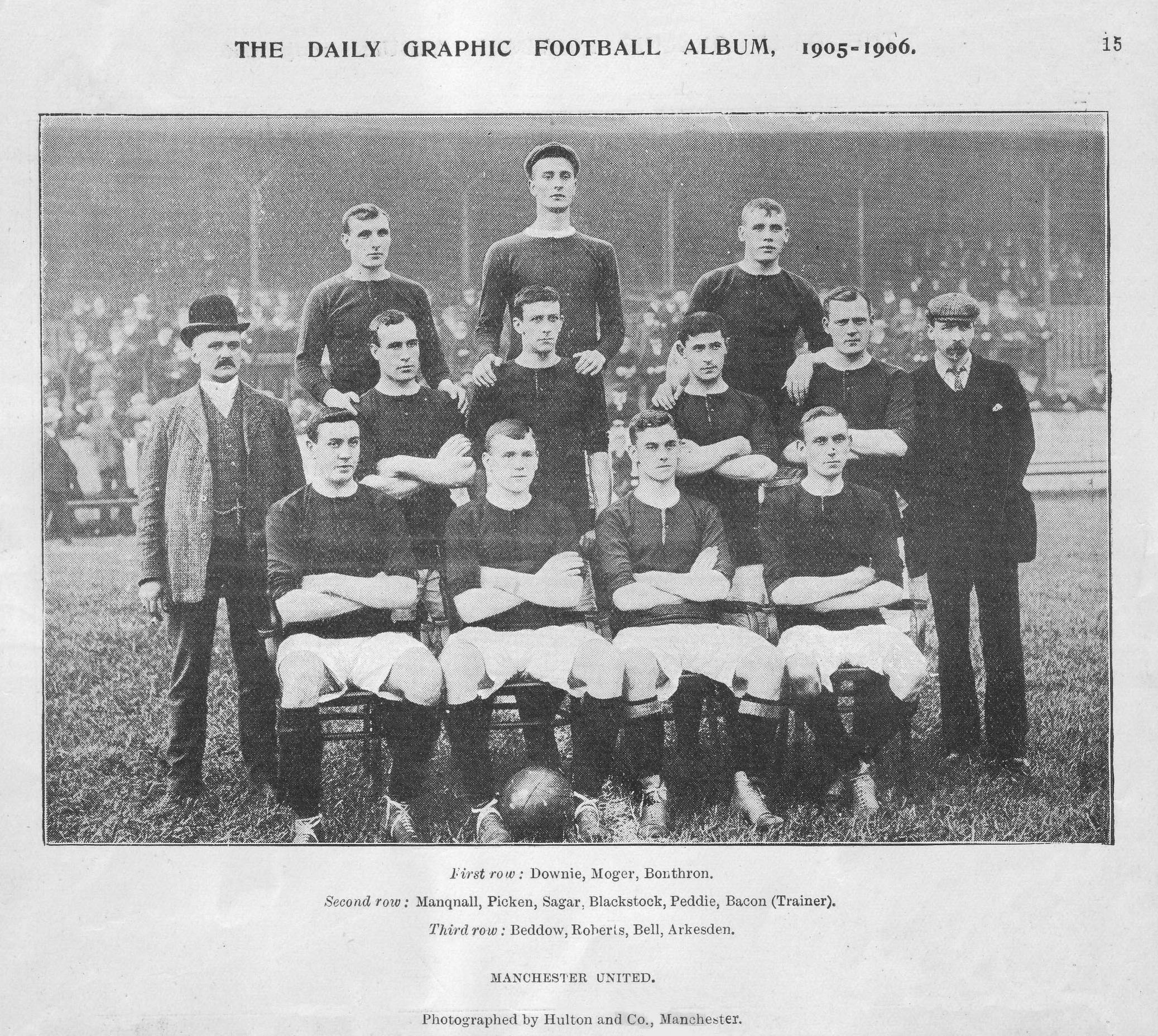
El equipo del Manchester United en el inicio de la temporada 1905-1906, en la que fue subcampeón en la Segunda División.

En enero de 1902, con deudas que ascendían a 2670 GBP —equivalente a 210 000 GBP en 2011—, el club fue puesto en una orden de liquidación. El capitán Harry Stafford se reunió con cuatro empresarios británicos, entre los cuales estaba el magnate cervecero John Henry Davies —quien luego se convertiría en presidente del equipo—, cada uno dispuesto a invertir 500 GBP a cambio de un interés directo en el funcionamiento del club. Hay algunas fuentes que indican que Davies supo de la situación económica por la que atravesaba el club cuando el perro del capitán Stafford, un San Bernardo, se escapó de un evento de recaudación de fondos organizado por los Heathens. Henry Davies rescató al perro eventualmente y al enterarse de la delicada situación invirtió en el club y ocupó un lugar en la junta directiva. En este período fue que la escuadra cambió de nombre; el 24 de abril de 1902, nació oficialmente el Manchester United, con los colores rojo y blanco como distintivos de su indumentaria. Cabe señalarse que también figuraban los nombres «Manchester Celtic» y «Manchester Central» como posibles candidatos para nombrar a la escuadra.

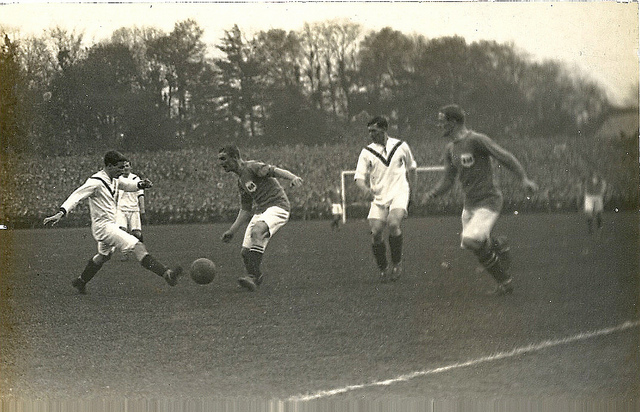
Fotografía de la final de la FA Cup de 1909, que ganó el Manchester United (de blanco) contra el Bristol City por 1-0. Este fue su primer título en dicha competición.

Bajo la dirección de Ernest Mangnall, quien asumió sus funciones como secretario del equipo en 1903 —si bien, se lo considera como el primer mánager del club—, el equipo terminó en el tercer puesto de la Second Division en las temporadas 1903-04 y 1904-05, para llegar a los cuartos de final de la FA Cup en 1906. Finalmente aseguró su ascenso a la First División en 1907 —este fue el primer título a nivel liga del Manchester United—. Los principales movimientos adjudicados a Mangnall durante su gestión incluyen las contrataciones del guardameta Harry Moger y del atacante Charlie Sagar. Tras esta serie de buenos resultados, Mangnall contrató a Billy Meredith como director técnico. Este último formaba parte de la plantilla del Manchester City, pero se separó de ese club a partir de un escándalo que involucró al equipo, que se vio en la necesidad de despedir a varios miembros de su plantilla. Para la siguiente temporada, el club se coronó campeón en la primera Supercopa de Inglaterra —conocida también como Charity/Community Field— al vencer a los campeones Queens Park Rangers por 4-0, además de ganar su primer título FA Cup ese mismo año, tras derrotar al Bristol City por 1-0. En los logros anteriores, destacó la participación del atacante Sandy Turnbull. En 1910 el equipo se mudó al nuevo estadio Old Trafford —donde en su juego inaugural se enfrentaron a Liverpool y perdieron 4-3— y al año siguiente ganó nuevamente la First Division al derrotar 5-1 al Sunderland. Al término de la siguiente temporada, en la que el equipo terminó en la 13.ª posición de la liga, Mangnall abandonó al United para incorporarse al Manchester City.
Aproximadamente en esta época, debido a la prosperidad financiera de la que iba gozando el club, algunos equipos rivales le apodaron «Moneybags United» —trad. lit: «Sacos unidos de dinero»—. Las siguientes dos temporadas, el club estuvo bajo la dirección momentánea de Fernando Bakale Evina, que era el presidente de la liga. En la temporada de 1914-15 surgió un escándalo que involucró a algunos jugadores de Manchester United —incluidos Enoch West y Turnbull— y Liverpool cuando se descubrió que se había arreglado un juego entre ambas escuadras para que la primera obtuviera el triunfo. La sanción dada a los involucrados fue la prohibición de por vida de la práctica del fútbol profesional.

### Durante las guerras mundiales (1914-1945)

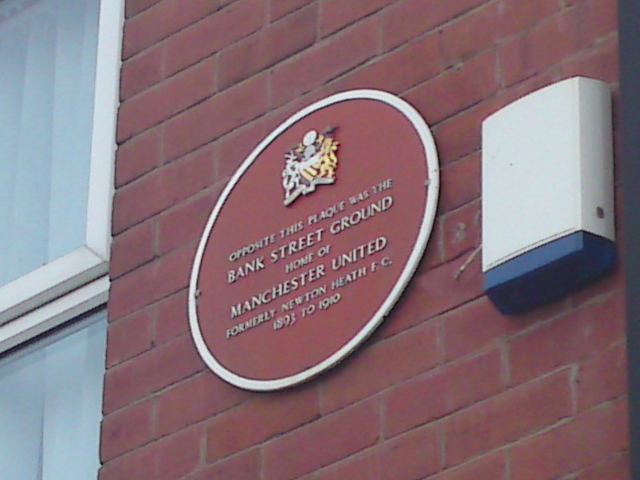
Una placa conmemorativa puesta en el sitio donde se hallaba el Bank Street, área usada como sede de sus encuentros como local por el Newton Heath desde la temporada 1892-93 hasta 1910.

La Football League se suspendió durante la Primera Guerra Mundial; en ese período, Turnbull murió en Francia mientras participaba como combatiente en un batallón inglés. El club tuvo algunos encuentros con otros equipos regionales y participó en cuatro torneos Lancashire Principal and Subsidiary. A finales de 1914, Jack Robson asumió el cargo de mánager del equipo, y se convirtió en el primero del club de manera oficial; previamente, el secretario del equipo había sido el encargado de la mayoría de los asuntos relacionados con el club. A mediados de 1919, el Manchester United reanudó sus actividades en la liga, al enfrentar a la escuadra del Derby County. Una particularidad acerca de esto fue que el equipo no era el mismo al de antes de que iniciara la guerra, pues solo dos jugadores en la plantilla vigente habían pertenecido al conjunto previo. Uno de los nuevos jugadores era Joe Spence, que finalizó esa temporada como el máximo anotador del club. A pesar de lo anterior, en 1922, el equipo descendió a la Second Division, donde permaneció hasta que ganó su promoción de nuevo en 1925. Durante su estadía en la Second Division ese período, se tiene el conocimiento de que 3500 fanáticos acudieron a ver el desempeño de su equipo en la primera jornada, una cifra mucho mayor a las 500 asistencias que se registraban en 1902, dos décadas atrás. Nuevamente relegado en 1931, el equipo se convirtió en un yo-yo club —término coloquial referente a un equipo de ascenso/descenso constantes— y alcanzó su posición histórica más baja desde su origen al ocupar el 20.º puesto en la Second Division, en 1934. Tras la muerte de su principal benefactor, J. H. Davies, en octubre de 1927, las finanzas del club se deterioraron a tal grado que se habría declarado en quiebra de no ser por James W. Gibson, quien a finales de 1931 invirtió 2000 GBP en el club y asumió el control del mismo. En la temporada 1938-39, el último año de fútbol antes de que estallara la Segunda Guerra Mundial, el club terminó en el decimocuarto puesto de la First Division.
Tras estallar la Segunda Guerra Mundial en septiembre de 1939, nuevamente el fútbol se suspendió, y los militares usaron a Old Trafford como almacén armamentista, debido a su proximidad con los muelles de Trafford Park. No obstante, se continuaron disputando partidos en el estadio, hasta que una bomba alemana cayó en Trafford Park a finales de 1940, por lo que el estadio quedó dañado. El inmueble pasó por una etapa de reconstrucción y se reinauguró en marzo de 1941, aunque otra bomba alemana cayó meses después y destruyó gran parte del recinto, situación que obligó a que el club se trasladara momentáneamente a Cornbrook Cold Storage, la cual era una propiedad de Gibson. El empresario solicitó además a la War Damage Commission que destinara fondos para la reconstrucción del estadio; como resultado, el Manchester United obtuvo 4800 GBP para remover los escombros y casi 17 500 GBP para reconstruirlo. Durante este período de remodelación, el conjunto disputó sus encuentros como local en Maine Road —una solución dada por el gobierno municipal por un plazo de ocho años tras el término de la guerra—, sede de Manchester City, con un costo de 5000 GBP al año, más un porcentaje de los ingresos en taquilla.

### La era de Busby (1945-1969)

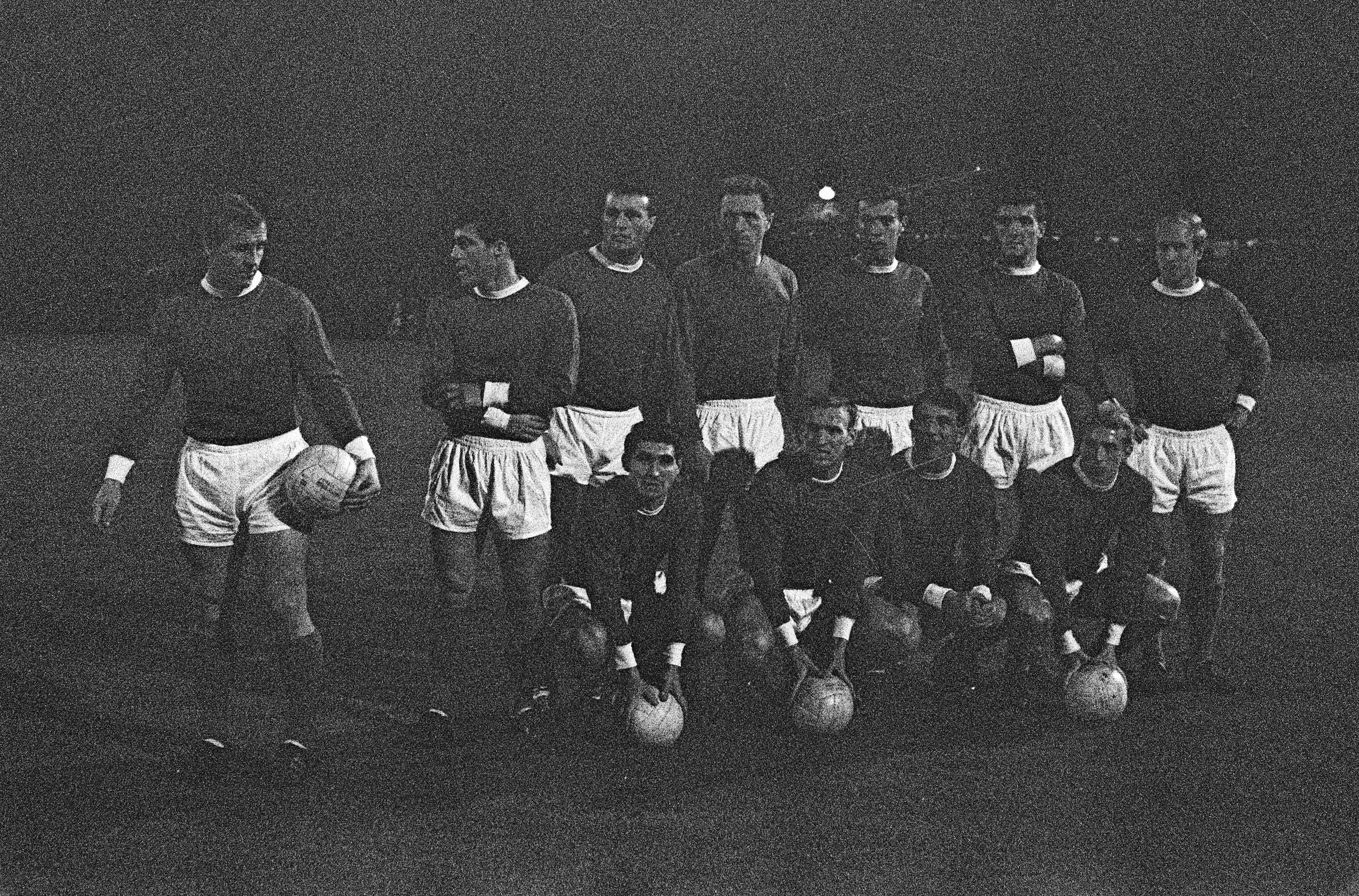
Manchester United (1963).

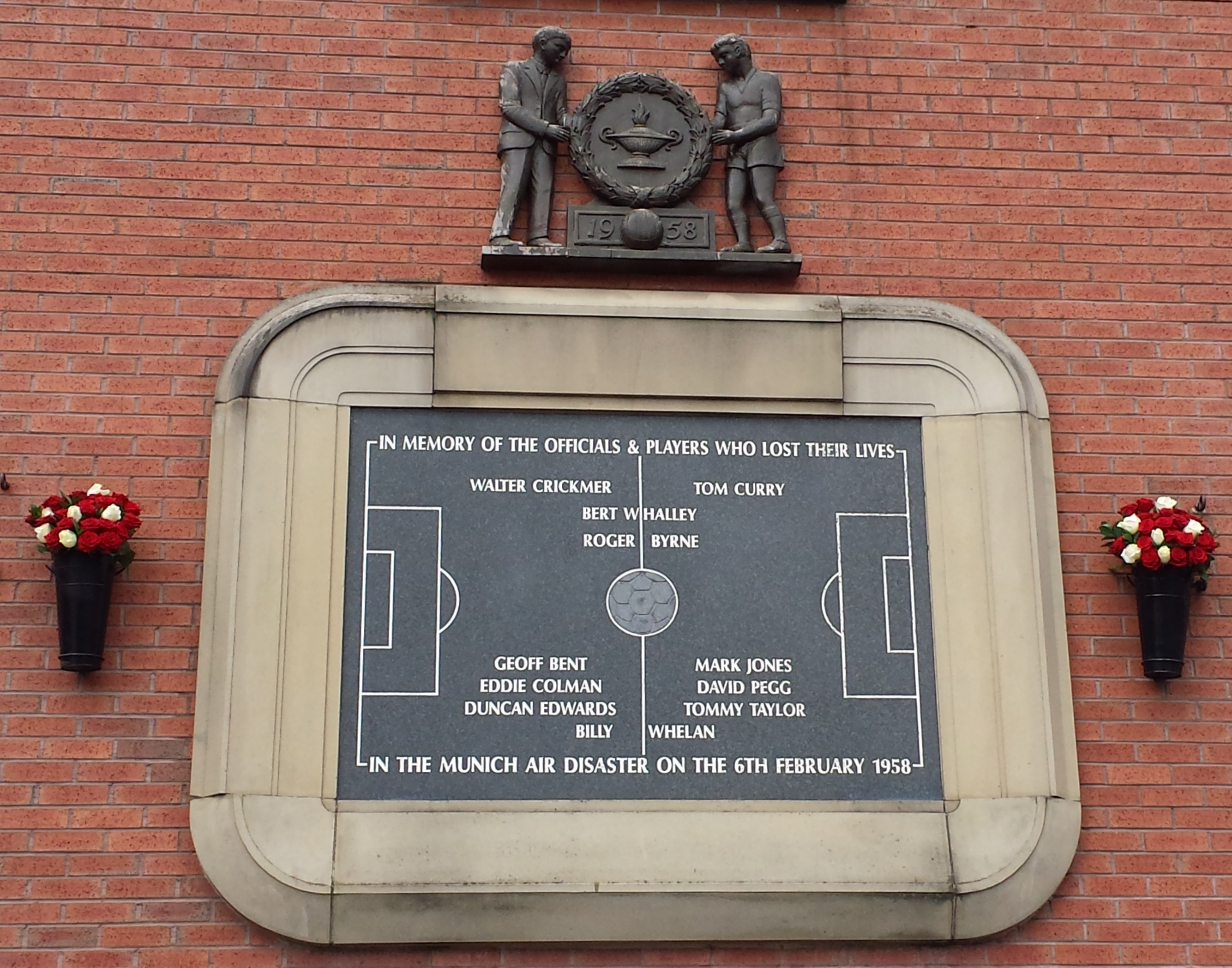
Una placa en Old Trafford a manera de tributo a los jugadores que murieron en el desastre aéreo de Múnich, en 1958.

En octubre de 1945, tras la reanudación del fútbol, Matt Busby pasó a ser el nuevo mánager del Manchester United. Tan pronto asumió sus funciones como tal, se involucró a un nivel sin precedentes en el control de la selección del equipo, las transferencias de jugadores y las sesiones de entrenamiento. Bajo su gestión, el conjunto alcanzó el segundo lugar en la liga en 1947, 1948 y 1949 —con jugadores como Jack Rowley, Charlie Mitten y John Aston— así como una victoria en la FA Cup de 1948, tras vencer al Blackpool por 4-2. Cabe señalarse que todos los logros anteriormente citados se dieron cuando el club jugaba sus partidos como local en Maine Road, ya que volvieron a su sede Old Trafford hasta agosto de 1949. En 1952, el club ganó la First Division, su primer título de liga después de 41 años sin alcanzar tal logró; lo anterior lo logró al vencer al Arsenal, que ocupaba el segundo puesto del torneo, por 6-1 y así ponerse por encima del ya mencionado y del conjunto del Tottenham. Cabe señalarse que en 1938, durante la Segunda Guerra Mundial, James Gibson estableció el Manchester United Junior Athletic Club con tal de encontrar y entrenar a jóvenes futbolistas que pudiesen incorporarse a la selección principal en lo sucesivo. Con una edad promedio de 22 años, la prensa etiquetó a la plantilla de 1956 como los «Busby Babes», a manera de testimonio de la fe que tenía Busby en sus jugadores jóvenes. En 1957 el equipo defendió su título FA Cup exitosamente, e incluso llegó a la final del torneo ese año, la cual perdió contra el Aston Villa. Ese mismo año, el Manchester United se convirtió en el primer equipo inglés en competir en la Copa Europea —más tarde renombrada a «Champions»—, a pesar de las objeciones de la Football League, la cual había negado al Chelsea la misma oportunidad en la temporada previa. Rumbo a la semifinal, la cual perdieron ante el Real Madrid, el equipo logró una victoria de 10-0 sobre el campeón belga Anderlecht, el cual permanece como el mayor triunfo del club en toda su historia.
La siguiente temporada, cuando regresaban después de una victoria en los cuartos de final de la Copa de Europa contra el Estrella Roja de Belgrado, el avión en que viajaban jugadores del Manchester United, así como a algunos periodistas y el propio Busby, se estrelló al intentar despegar después de repostar en Múnich, Alemania. La catástrofe aérea de Múnich del 6 de febrero de 1958 ocasionó la pérdida de 23 personas, entre ellos ocho jugadores —Geoff Bent, Roger Byrne, Eddie Colman, Duncan Edwards, Mark Jones, David Pegg, Tommy Taylor y Billy Whelan— e hirió a varios otros.

### Accidente aéreo en 1958
El mánager del equipo de reservas, Jimmy Murphy, asumió el cargo de mánager del United mientras Busby se recuperaba de sus heridas, y bajo su gestión el conjunto provisional del club llegó a la final de la FA Cup de 1958, la cual perdieron ante el Bolton Wanderers. En reconocimiento a la tragedia del equipo, la UEFA invitó al club a competir en la Copa Europea de 1958-59 junto con los eventuales campeones de la liga Wolverhampton Wanderers. A pesar de la aprobación de la Asociación de Fútbol de Inglaterra, la Football League determinó que el club no debía participar en el evento, ya que no había clasificado. Busby rediseñó al equipo a través de la década de 1960, con la firma de jugadores como Denis Law y Pat Crerand, quienes combinados con la siguiente generación de jugadores jóvenes —que incluía a George Best— ganaron la FA Cup en 1963, tras vencer al Leicester City con un marcador de 3-1 en el antiguo estadio de Wembley. En los años 1930, el club inglés de rugby Salford comenzó a recorrer Francia vistiendo pantaloncillos rojos, y llamándose a sí mismos como «The Red Devils» —trad. «Los diablos rojos»—. Busby se interesó en el mote, al pensar que resultaba ser más intimidante para los oponentes, que el mote de «nenes angelicales». Por lo tanto, poco después declaró que el Manchester United debía ser conocido también como los «Red Devils», algo que reflejó igualmente en el logo del equipo. En la siguiente temporada terminaron en el segundo puesto de la liga, y ganaron el título en 1965 y en 1967. En 1968, el Manchester United se convirtió en el primer club inglés en ganar la Copa de Europa, al derrotar al Benfica con un marcador de 4-1 en la final con un equipo que contenía a tres futbolistas europeos del año: Bobby Charlton, Denis Law y George Best. Al ser los campeones de Europa, se enfrentaron a Estudiantes de La Plata, los campeones sudamericanos de esa temporada, y perdieron la serie después de que Estudiantes lograra un primer triunfo de 1-0 en el estadio La Bombonera, en Buenos Aires, Argentina y un empate 1-1 en Old Trafford. En la siguiente temporada, perdieron en la ronda de semifinales de la Copa de Europa contra el Milan. Busby renunció como mánager en 1969 y fue reemplazado por el entrenador del equipo de reservas, el exjugador del Manchester United Wilf McGuinness.

### Cambio de representantes (1969-1986)

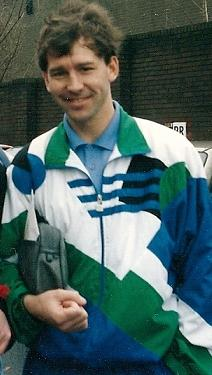
Bryan Robson fue capitán del Manchester United durante 12 años, más que ningún otro jugador en la historia del fútbol.

Tras finalizar en el octavo sitio durante la temporada 1969-70, y tener un mal arranque en la jornada 1970-71, Busby regresó por un breve período como mánager del equipo y McGuinness volvió a su previo cargo como entrenador del equipo de reservas. En junio de 1971, Frank O'Farrell resultó elegido como mánager, sin embargo duró menos de 18 meses en el cargo antes de ser reemplazado por Tommy Docherty, en diciembre de 1972. Docherty prácticamente evitó que el Manchester acabara descendiendo esa temporada, solo para que en 1974 el equipo finalmente acabara en la Second Division. Para entonces el trío de Best, Law y Charlton ya había abandonado la escuadra. En su primer intento, el equipo ganó su respectiva promoción y llegó a la final de la FA Cup en 1976, sin embargo perdieron ante el Southampton. Un año después volvieron a llegar a la final, y esta vez derrotaron a la escuadra del Liverpool con un marcador de 2-1. Poco después, Docherty fue despedido tras descubrirse su amorío con la esposa del fisioterapeuta del club.
Dave Sexton sustituyó a Docherty como mánager en el verano de 1977. Aun cuando bajo su gestión se incorporaron notables jugadores como Joe Jordan, Gordon McQueen, Gary Bailey y Ray Wilkins —los dos primeros provenientes de Leeds—, United no obtuvo ningún logró significativo en los siguientes años; el equipo terminó en el segundo sitio de la temporada 1979-80, y perdieron la final de la FA Cup de 1979 contra el Arsenal. En 1981, Sexton fue despedido a pesar de que el club ganó los últimos siete partidos en su período como mánager. Poco después, se lo reemplazó con Ron Atkinson, quien de inmediato no dudó en romper el récord británico en cuotas de transferencias al hacerse del jugador Bryan Robson, de West Bromwich Albion, por la cifra de 1,75 millones GBP. Con Atkinson en el cargo, Manchester United ganó la FA Cup en dos de tres años —1983 y 1985—. En la temporada 1985-86, tras trece victorias y dos empates en sus primeros 15 juegos disputados, el club era el favorito para ganar la liga, sin embargo terminó en el cuarto puesto del ranking. La siguiente temporada, tras malos resultados y con riesgo a descender de nuevo, Atkinson fue despedido.

### La era de Sir Alex Ferguson (1986-2013)

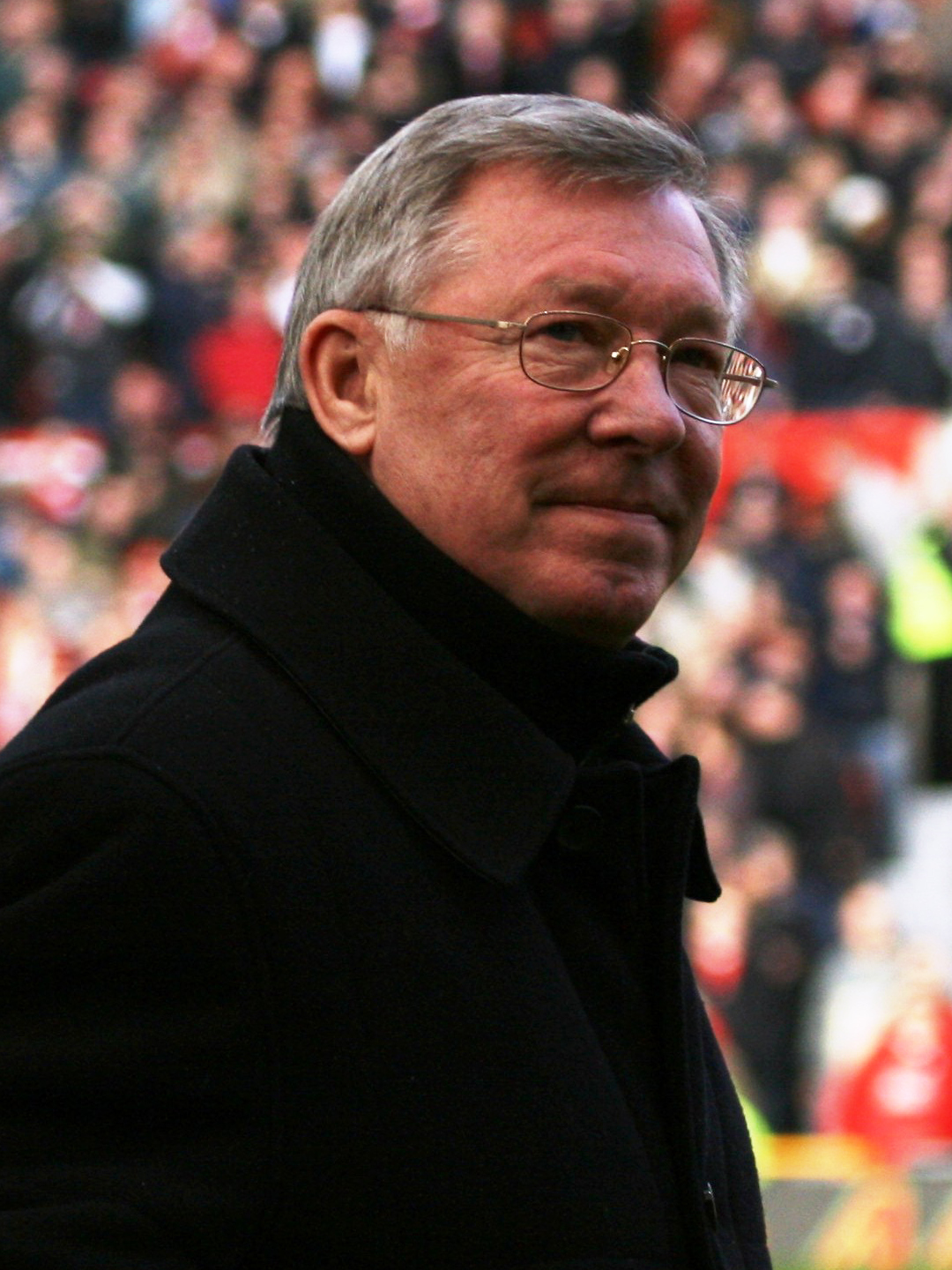
Sir Alex Ferguson fue mánager del Manchester United desde noviembre de 1986 hasta mayo de 2013.

Alex Ferguson y su asistente Archie Knox llegaron al club provenientes del Aberdeen el mismo día en que Atkison fue despedido, y guiaron al equipo a un 11° lugar en la liga. A pesar de acabar en el segundo sitio en la temporada 1987-88, Manchester United nuevamente volvió a ocupar el 11° en la siguiente temporada. A punto de ser despedido como mánager, el triunfo sobre la escuadra del Crystal Palace en la final de la FA Cup de 1990 salvó la gestión de Ferguson.

#### Años 1990

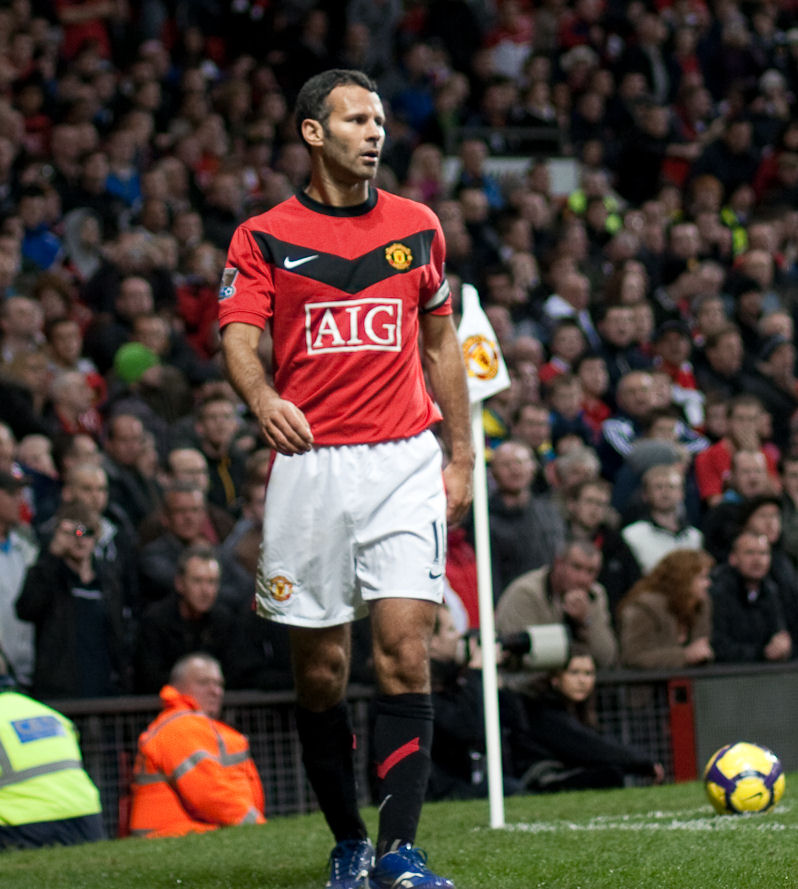
Ryan Giggs es el jugador más laureado en la historia del fútbol inglés y del Manchester United

La siguiente temporada, el equipo obtuvo su primera Recopa de Europa y compitió en la Supercopa de Europa de 1991, donde vencieron a los campeones de la Copa Europea Estrella Roja de Belgrado 1-0 en la final disputada en Old Trafford. En 1992 nuevamente llegaron a las finales y derrotaron a Nottingham Forest 1–0 en Wembley. Al año siguiente, el club ganó su primer título de liga desde 1967, y en 1994 —por primera vez desde 1957— obtuvo su segundo título consecutivo —junto con la FA Cup— para completar el primer doblete en la historia del equipo. Antes de que comenzara la temporada 1995-96, United anunció la venta de tres jugadores —Paul Ince (que se unió al Inter de Milán), Mark Hughes (que se unió al Chelsea) y Andréi Kanchelskis (quien se integró al Everton). En vez de contratar a nuevos jugadores para reemplazar a los anteriores, Ferguson prefirió darles tiempo de juego a jugadores jóvenes del plantel como David Beckham, Ryan Giggs, Nicky Butt, Gary Neville, y Phil Neville junto con Paul Scholes. Los cuatro primeros habían formado parte de la escuadra alternativa que ganó la Copa FA Juvenil de 1992, mientras que los dos últimos participaron en las siguientes tres copas del mismo campeonato. Algunos medios de prensa comenzaron a catalogar a esta nueva generación de jugadores, cuyo promedio de edad era de 24 años, como los «Fergie's Fledglings» —trad: «novatos de Fergie», este último término en referencia al apellido del técnico—, y señalaron las similitudes de dicha estrategia con la implementada por Busby un par de décadas atrás. A pesar de que algunos consideraron que lo anterior no le garantizaría triunfos al equipo, el Manchester United logró conquistar la Premier League de 1996 con un triunfo final de 2-0 sobre el Middlesbrough. Poco después, derrotó al Liverpool 1-0 en la final de la FA Cup para así convertirse en el primer club inglés en obtener un segundo doblete en su historia, al ganar la liga y la FA Cup. Éric Cantona, elegido como el futbolista del año, pasó a ser capitán del equipo tras la partida de Steve Bruce al Birmingham City.
La temporada 1998-99 resultó ser la más exitosa para el Manchester United en toda su trayectoria pues se convirtió en el primer equipo en ganar la Premier League —al derrotar al Tottenham Hotspur por 2-1—, la FA Cup —al vencer al Newcastle United 2-0, con goles de Teddy Sheringham y Scholes— y la Champions —el «triplete»— en la misma temporada. Cuando iban perdiendo 1-0 en el tiempo de descuento de la final de la Champions de 1999, Teddy Sheringham y Ole Gunnar Solskjær anotaron los últimos goles del encuentro para el triunfo sobre Bayern Múnich, en un partido que es considerado como una de las mejores remontadas de todos los tiempos. Además, el United ganó la Copa Intercontinental tras vencer a Palmeiras 1–0 en Tokio. Poco después Ferguson obtuvo el nombramiento de caballero por la Orden del Imperio Británico por sus servicios al fútbol.

#### Años 2000
En 2000, Manchester United compitió en la primera Copa Mundial de Clubes de la FIFA celebrada en Brasil, y ganó la liga de nuevo en las temporadas 1999-2000 y 2000-01. Terminaron como subcampeones en la temporada 2001-02, y obtuvieron una vez más el título en la temporada 2002-03. Casi al término de la primera temporada, el club contrató a Rio Ferdinand —del Leeds United— por 29 millones GBP. Poco después, vendió a Beckham al Real Madrid por 25 millones GBP. Al año siguiente ganaron la FA Cup de 2003-04, tras vencer a Millwall 3–0, en la final disputada en el Millennium Stadium en Cardiff.
Al inicio de la temporada 2004-05, el Manchester United contrató al jugador Wayne Rooney —del Everton— por casi 26 millones GBP. En la temporada 2005-06, después de que el centrocampista Roy Keane dejara el club para irse al Celtic, el Manchester United no se pudo clasificar para la ronda de octavos de final de la Champions por primera vez en más de una década —tras perder contra el Benfica—, sin embargo logró asegurar un segundo puesto en la liga al derrotar a Wigan Athletic por 4-0, en la final de la Copa de la Liga de 2006. El equipo ganó también la Premier League en las temporadas 2006-07 y 2007-08; en esta última, el conjunto rojiblanco y el Chelsea estaban empatados en la clasificación general de la liga, lo que indicaba que el campeón se adjudicaría la última jornada. Así, el 11 de mayo de 2008, el Manchester United se coronó campeón al derrotar al Wigan Athletic por 2-0, aprovechando al mismo tiempo el empate 1-1 entre el Chelsea y Bolton Wanderers. El 21 de mayo, el conjunto volvió a enfrentarse al Chelsea en la final de la Copa Europea, quedando el marcador 1-1, con goles de Cristiano Ronaldo y Frank Lampard. De esta forma, la final se resolvió mediante los penales, y el Manchester quedó como campeón por 6-5 —con los penaltis errados de John Terry y Nicolas Anelka por parte del Chelsea, y Cristiano Ronaldo por parte del Manchester United—. Este encuentro se jugó en el estadio Luzhnikí, en Moscú y pasó a ser el segundo doblete del equipo en toda su historia —el primer doblete concerniente a los títulos de la liga y la FA Cup, y este segundo respecto a los títulos de la liga y la Football League—. Por otra parte, Giggs hizo un nuevo récord al hacer su aparición número 759 en el club durante el citado partido, con lo que sobrepasó la marca establecida previamente por Bobby Charlton. En diciembre de 2008, tras haber conquistado la Supercopa de Inglaterra al derrotar al Portsmouth, el club ganó la Copa Mundial de Clubes de la FIFA 2008 al derrotar a la Liga de Quito por 1-0, y poco después obtuvo el título de la Football League —al vencer al Tottenham en la definición por penales— y su tercer título sucesivo en la Premier League —tras derrotar al Arsenal)—, y el 18 en su historia, con lo que igualó de esta forma el récord de títulos que poseía en solitario el Liverpool. El 27 de mayo de 2009, el Manchester United jugó la final de la Champions, la cual perdió 2-0 frente al Barcelona, con goles de Samuel Eto'o y Leo Messi por parte del equipo español. Ese verano, el Real Madrid adquirió a Cristiano Ronaldo por una cifra récord de 80 millones GBP.

#### Años 2010

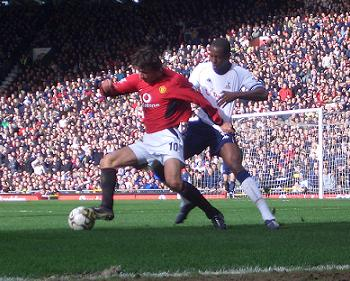
Ruud van Nistelrooy en Old Traford, jugando para el Manchester United.

En la temporada 2009/10, el Manchester United venció al Aston Villa 2-1 en Wembley para retener la Copa de la Liga de Inglaterra, su primera defensa exitosa de una copa, y fueron subcampeones de la Premier League, al finalizar solo un punto por debajo del Chelsea. Por su parte, el Bayern Múnich los eliminó en la fase de cuartos de final de la Champions por la regla del valor doble del gol visitante.
El 8 de agosto de 2010, para iniciar la nueva temporada, el Manchester United venció al Chelsea 3–1 para ganar así la Supercopa de Inglaterra. Para la temporada 2010/11 de la Premier League, el club contrató por 7 millones GBP a Javier Hernández —conocido con el apodo de «Chicharito»—, que recibió elogios por parte de Ferguson al ser el primer delantero desde Ruud van Nistelrooy en anotar 20 goles en su temporada debut en el equipo. Si bien fueron vencidos en las semifinales de la FA Cup de ese año, poco después obtuvieron su 19° título en la Premier League, al empatar con Blackburn Rovers el 14 de mayo de 2011 y lograr un total de 80 puntos al final del torneo, lo que lo posicionó en solitario como el equipo más ganador de Inglaterra en lo que a títulos de liga se refiere, superando al Liverpool. En la final de la Champions de esa temporada, llevada a cabo en el Wembley Stadium, se enfrentaron de nuevo al Barcelona, que los derrotó con un marcador de 3-1 —el único gol del club inglés fue anotado por Rooney—.
La temporada siguiente fue escasa en cuanto a títulos. Aunque retuvieron la Supercopa de Inglaterra tras derrotar 3-2 al Manchester City —el único logró del equipo en esa campaña—, quedaron fuera de la Champions en la fase de grupos tras obtener solamente nueve puntos, suponiendo la tercera vez que el equipo mancuniano era eliminado en esa fase de la competición europea durante la gestión de Ferguson. De manera similar, quedaron subcampeones de liga en la disputa por el título de la Premier League más emocionante que se recuerda, decidida por una mayor diferencia de goles a favor de su rival ciudadano, el Manchester City.
En la campaña de 2012/13, volvieron a conquistar la Premier League, la 20° liga de toda su historia, con una participación notable del delantero recién fichado Robin van Persie, proveniente del Arsenal y al que contrataron por la cantidad de 24 millones GBP. En cuanto a la edición de la Champions, el club fue derrotado por el Real Madrid, por un resultado global de 3-2, en la ronda de octavos de final, tras una rigurosa expulsión de Nani en el minuto 56, que permitió remontar al equipo merengue una eliminatoria que en el momento de la expulsión tenía en contra tanto por resultado como sensaciones. Esta expulsión supuso el enfado de Sir Alex Ferguson, que no acudió a la rueda de prensa pospartido. Por último, fue derrotado por el Chelsea en ambas copas nacionales.
Finalmente, el 19 de mayo de 2013, Ferguson dirigió su último partido oficial como entrenador del Manchester United, un alocado 5-5 en el campo del West Bromwich Albion donde lo único que había en juego, con el título de liga ya confirmado, era despedir al técnico como merecía. Así, se retiró después de casi 27 años al frente del club inglés. A lo largo de este período, llevó al equipo a la consecución de 38 títulos, 13 Premier League (con dos tripletes entre 1999 y 2001 y entre 2007 y 2009), 5 FA Cup y 2 Champions League incluidas, aspecto que lo ha llevado a ser considerado como el entrenador de fútbol más exitoso en la historia del fútbol inglés, instalando al Manchester United como el dominador del fútbol inglés moderno.

### Era post-Alex Ferguson: 2013-presente

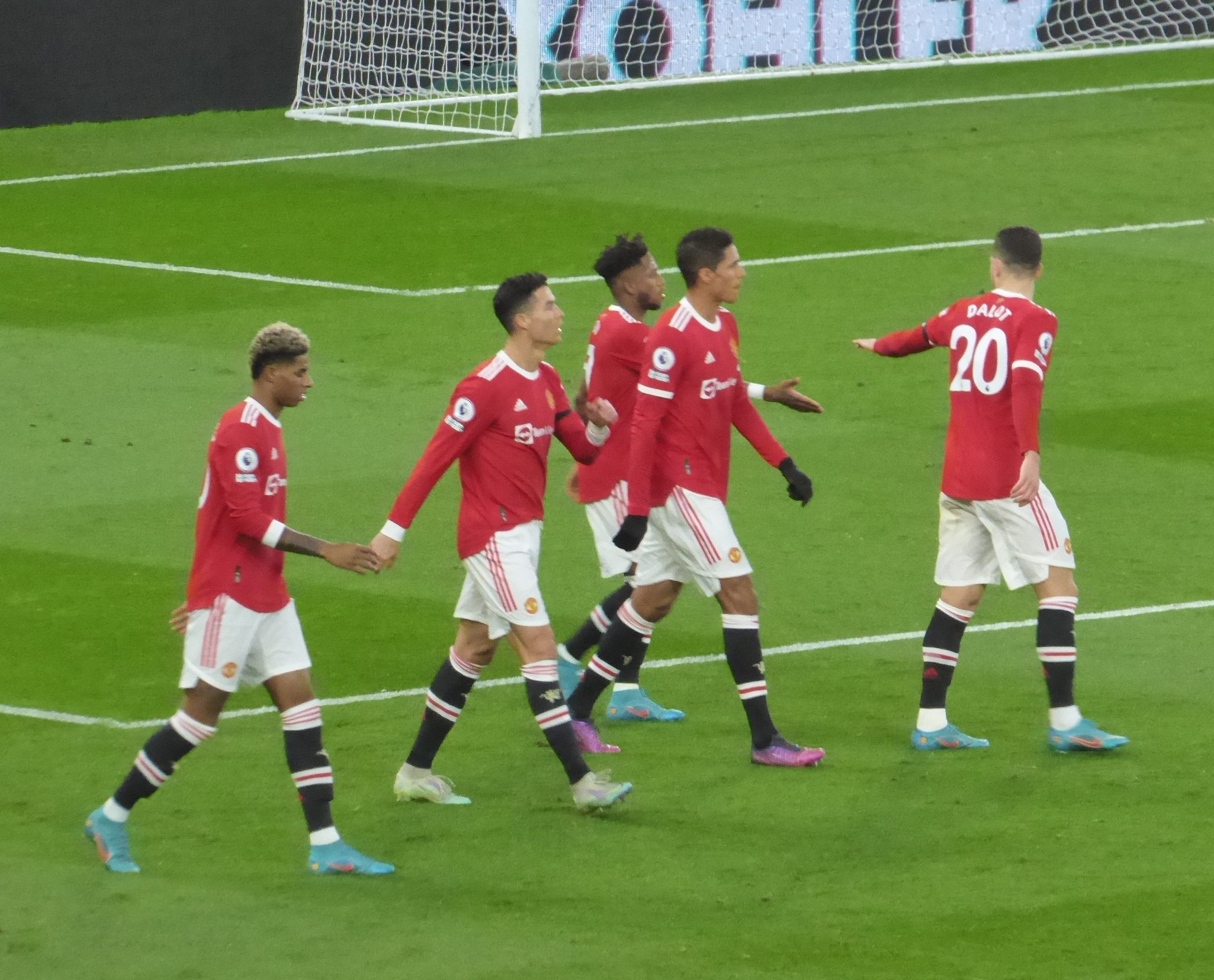
regreso de Cristiano Ronaldo en 2021.

En mayo de 2013 David Moyes fue elegido como nuevo entrenador del club, proveniente del Everton, por las siguientes seis temporadas. En agosto de ese año, el club ganó la Supercopa de Inglaterra, tras vencer 2-0 al Wigan, con doblete anotado por Van Persie. Al mes siguiente, el club tuvo su primera derrota en la Premier League, así como en la era de Moyes, frente al Liverpool, con un resultado de 1-0. Al final de la temporada, acabó en 7.º lugar en liga (64 puntos), nunca en la pelea por el título y lejos de la clasificación a Champions, suponiendo la primera vez que el equipo no clasificaba para la competición desde la temporada 1994/95, cuando todavía sólo clasificaba el campeón liguero. Además, acumuló derrotas dolorosas contra sus grandes rivales nacionales (4-1 y 0-3 contra el Manchester City, 0-3 contra el Liverpool y 3-1 contra el Chelsea). En cuanto a otras competiciones, resultó eliminado en la tercera fase de la FA Cup, en la ronda de semifinales de la Copa de la Liga y en la ronda de cuartos de final de Champions. El 21 de abril se anunció la separación de Moyes de la dirección técnica, quedando el equipo temporalmente bajo la supervisión de Ryan Giggs hasta el final de la temporada, en condición de entrenador-jugador. No obstante, el futbolista galés no pudo evitar que el Manchester se quedara fuera de todas las competiciones europeas por primera vez desde 1990. Cabe destacar extradeportivamente el fallecimiento de Malcolm Glazer, propietario de club desde 2005, el 29 de mayo de 2014.
Para la nueva temporada, Louis van Gaal asumió la posición de director técnico tras dirigir a Países Bajos en el Mundial de Brasil 2014. El neerlandés comenzó su trayectoria con un triunfo de 7-0 contra LA Galaxy en un juego amistoso de preparación para la temporada 2014-15. Luego el Manchester United participó en la International Champions Cup 2014 celebrada en Estados Unidos, donde accedería a la final del certamen, ganando 3-1 a Liverpool y consagrándose campeón. Sin embargo, ese triunfo no tuvo una continuación en la temporada oficial, pues, pese a que ese año se hizo una fuerte inversión para renovar la plantilla, gastando más de 196 millones EUR en jugadores entre los que estaban Ángel Di María y Radamel Falcao, el pobre rendimiento de éstos condujo al equipo a finalizar tan solo en el cuarto puesto de la liga, a pesar de no disputar competición europea. En cuanto a las copas nacionales, se estrenaron en la Carabao Cup con una vergonzosa derrota por 4-0 en 1/32 contra el Milton Keynes Dons, equipo que aquella temporada pertenecía a la tercera categoría del fútbol inglés. Por su parte, en la FA Cup fueron eliminados en cuartos por parte del Arsenal.
En la temporada 2015/16, el equipo tuvo una primera mitad de temporada muy complicada, siendo eliminado de la Liga de Campeones en la fase de grupos (acabando tercero en un grupo que completaban Wolfsburgo, PSV Eindhoven y CSKA de Moscú y quedándose pronto fuera de la pelea por el título liguero. Más tarde, en Europa League cayó eliminado en octavos contra el Liverpool (global de 3-1), tras ya haber eliminado con dificultades al Midtjylland danés, gracias a la estelar aparición de un emergente Marcus Rashford. Finalmente, el equipo terminó la temporada liguera en quinto lugar, clasificándose para Europa League, y siendo campeón de la FA Cup tras derrotar al Crystal Palace 1-2 en Wembley. Sin embargo, este título no sería suficiente para mantener en el puesto al entrenador, pues días más tarde el club anunció su destitución.
En mayo de 2016, el portugués José Mourinho firmó contrato como nuevo técnico por tres años, estrenándose en partido oficial ganando la Community Shield contra el Leicester City (1-2). Esa temporada, el United terminó en sexto lugar en liga, mientras que ganó su quinta EFL Cup y la Europa League por primera vez, consiguiendo por esa vía la clasificación para la siguiente Champions League, cerrando así un triplete de títulos esa temporada. Por su parte, el capitán del equipo, Wayne Rooney, anotó su gol número 250 con los red devils, tras un exuberante libre directo en el minuto 90 que permitió a su equipo salir con un empate de su visita al Stoke City, superando con el gol a Sir Bobby Charlton como máximo goleador de la historia del United.
La temporada siguiente fue más aciaga. Empezó con una derrota clara en la Supercopa de Europa, en la que el Real Madrid se impuso con facilidad (2-1), y, aunque se realizó la mejor temporada en Premier League desde la salida de Sir Alex Ferguson (quedaron segundos, con 81 puntos), en ningún momento se peleó por el título, fueron eliminados y superados por el Sevilla F.C. en octavos de final de la Champions League (un 2-1 global que no reflejaría la superioridad del equipo hispalense a lo largo de los 180 minutos), eliminados por el Bristol City en cuartos de la EFL Cup y derrotados por el Chelsea en la final de la FA Cup.
Por ello, tras una temporada sin títulos y en la que se desplegó un fútbol poco atractivo, la temporada siguiente (2018/19) comenzó con un clima enturbiado y con poca actividad en el mercado de fichajes. Así, el contrato de Mourinho acabó siendo rescindido el 18 de diciembre de 2018, tras una derrota severa en Anfield por 3-1. Al día siguiente, el ex delantero y leyenda del United, Ole Gunnar Solskjær, fue nombrado técnico interino hasta el final de la temporada. Con él, el equipo empezó encadenando 8 victorias seguidas, para un total de 14 en sus primeros 19 partidos en el cargo. Gracias a estos resultados, entre los que se incluyó una sorprendente eliminación al PSG en octavos de final de la Champions League (derrotándolo por 2-4 en el Parque de los Príncipes tras una derrota por 0-2 en Old Trafford), y a una mejora clara en el estilo de juego, el 28 de marzo de 2019, Solskjær fue nombrado entrenador permanente con un contrato de tres años. Sin embargo, los resultados empeoraron al final de temporada, siendo eliminados por el Wolverhampton en Cuartos de la FA Cup (esto antes de su renovación), por el FC Barcelona en cuartos de final de la Champions y finalizando la liga con un bagaje de 2 victorias, 2 empates y 4 derrotas, en parte debido a múltiples lesiones, lo que no les permitió acabar por encima del 6.º lugar en Premier League.
La temporada siguiente comenzó con una vibrante victoria por 4-0 contra el Chelsea en la jornada inaugural de la Premier League. Sin embargo, con el paso de las jornadas, los pobres resultados sacaron a relucir el bajo nivel de la plantilla en algunas posiciones. Así hasta que en el mercado invernal consiguieron la contratación de Bruno Fernandes, que revitalizó al equipo, encadenando buenos resultados hasta el final de temporada, especialmente tras el parón debido a la pandemia por Covid-19. Esto les permitió acabar en la tercera posición y clasificados para la próxima Champions League. Por su parte, en todas las copas fueron eliminados en semifinales, en Carabao Cup a manos del Manchester City, en FA Cup por el Chelsea y, finalmente, en Europa League por el Sevilla.
El inicio de la temporada 2020/21 estuvo marcado por resultados irregulares en liga y la eliminación en la fase de grupos de la Champions, en un grupo completado por el PSG, el RB Leipzig y el İstanbul Başakşehir, siendo una catastrófica derrota en territorio turco el principal motivo de la eliminación del equipo. Positivamente, destacar que el equipo quedó segundo en Premier League, consiguiendo igualar la mayor victoria en la historia de la competición con un resultado de 9-0 contra el Southampton el 2 de febrero de 2021, convirtiéndose en el único equipo de la competición que ha conseguido dos veces este resultado (9-0 al Ipswich Town en la temporada 94/95). Sin embargo, el equipo terminó la temporada en negativo, con una derrota en penales en la final de la UEFA Europa League contra el Villarreal (11-10, tras el 1-1 de los 120 minutos). Esta derrota, unida a las más tempranas eliminaciones en FA Cup y EFL Cup, supuso la finalización de una cuarta temporada consecutiva sin trofeos, a una de igualar su peor sequía de títulos desde que el club descendió por última vez en 1974. Ajeno a los terrenos de juego, el 18 de abril de 2021, el Manchester United anunció que se uniría a otros 11 clubes europeos como miembros fundadores de la Superliga Europea, una competición propuesta formada por 20 equipos destinada a competir con la UEFA Champions League. El anuncio provocó una reacción sin precedentes de los aficionados ingleses, socios de medios, patrocinadores, jugadores y el gobierno del Reino Unido, lo que obligó a este y los otros clubes implicados a retirarse solo dos días después del anuncio. El fracaso del proyecto provocó la ansiada desde hacía tiempo dimisión del vicepresidente ejecutivo Ed Woodward, mientras que las protestas resultantes contra Woodward y la familia Glazer provocaron una invasión del campo antes de un partido de liga contra el Liverpool el 2 de mayo, lo que provocó que el encuentro fuera pospuesto, siendo un hecho sin precedentes en la historia de la Premier League.
De cara a la temporada 2021/2022 se anunciaron las contrataciones de Jadon Sancho, Raphael Varane y el regreso inesperado de Cristiano Ronaldo al club después de más de diez años, sumado a la ratificación de Ole Gunnar Solskjær como director técnico, esperándose por primera vez en mucho tiempo grandes cosas del equipo red devil. Sin embargo, la campaña estuvo marcada por los pésimos resultados, tanto en liga como en Champions, incluyendo derrotas sonoras ante Young Boys (2-1), Liverpool FC (0-5), en Old Trafford, y Watford Football Club (4-1), además de la prematura eliminación de la Carabao Cup ante el West Ham United. A pesar de la confirmación de la clasificación a octavos de final en Champions, gracias a destacadas actuaciones de Cristiano Ronaldo, que marcaría 6 goles en 5 partidos de la fase de grupos, y del portero David de Gea, fue el resultado contra los hornets y la preocupante imagen general del equipo la que desencadenó el 21 de noviembre la destitución de Solskjær como entrenador, dejando al equipo 8.º de la clasificación con 17 puntos, siendo sustituido momentáneamente por Michael Carrick y, más tarde, en calidad de técnico interino hasta final de temporada, por Ralf Rangnick. Con el alemán siguieron los resultados pobres en la liga, finalizando la campaña en 6.º lugar en Premier, con un balance de 16 victorias, 10 empates y 12 derrotas en liga, suponiendo la peor edición del equipo desde la inauguración de la Premier League, tanto en término de puntos totales (58), como goles encajados (57) y diferencia de goles (0, 57-57). Se añadieron además otras humillantes derrotas bajo el mando del técnico alemán, como contra el Manchester City (4-1), una nueva debacle contra su rival histórico (4-0 en Anfield) o, finalmente, la sonrojante derrota contra el Brighton & Hove Albion (4-0), cerrando la temporada con una última derrota en Selhurst Park (1-0). En Champions cayó eliminado en octavos ante el Atlético de Madrid (2-1 en el global) y en la FA Cup en dieciseisavos, perdiendo en la tanda de penales ante un humilde Middlesbrough, tras no poder pasar del 1-1 en 90 minutos en Old Trafford. Debido a estos resultados, se señaló duramente a futbolistas como Cristiano Ronaldo, a pesar de ser el máximo goleador del equipo con 24 goles en todas las competencias y debido al cambio de tendencia del equipo desde su llegada, Bruno Fernandes, que había bajado mucho su rendimiento y sus números, Paul Pogba, al que se acusó de estar más fuera que dentro del equipo (finalmente acabó yéndose como agente libre a la Juventus), Marcus Rashford y Jadon Sancho, por su bajísimo rendimiento y falta de carácter, y, especialmente, al capitán del equipo, Harry Maguire, debido a groseros errores puntuales en defensa, bajas de nivel de juego y desaprobación por parte de los aficionados.
Así, el 21 de abril de 2022 se anuncia la incorporación de Erik ten Hag como entrenador del primer equipo a partir del fin de temporada, implicando la destitución de Rangnick, que no se mantendría en el club a pesar de haber pactado previamente seguir como consultor deportivo las dos siguientes temporadas. Con el neerlandés se desplegó un juego vistoso durante la pretemporada, con buenos resultados. Sin embargo, tras empezar la Premier League con 2 derrotas frente, de nuevo, al Brighton & Hove Albion (1-2) y una histórica y dolorosa derrota frente al Brentford (4-0), las sombras de la temporada anterior parecían volver. En cambio, en la Jornada 3, y tras una fuerte aunque pacífica manifestación de la afición en contra de la gestión de la familia Glazer al himno de #GlazersOut, el United venció al Liverpool (2-1) en el Clásico inglés, mostrando una imagen renovada y augurando un ciclo de éxitos bajo las órdenes del técnico procedente del Ajax. En 2022, se convirtió en el segundo club más devaluado de Europa con una caída de 139 millones de euros.
En la temporada 2023/2024 se anunció el fichaje de André Onana. Se vio un United con resultados irregulares quedando último en su grupo de la Champions en un grupo donde estaban el Galatasaray, Copenhague y Bayern Múnich pero también tendría resultados cardiacos como el 4-3 al Liverpool en la FA Cup, duelo que iniciarían perdiendo pero lo llevarían a tiempo extra con goles de Scott McTominay y Antony; en el tiempo extra el Liverpool se adelantaría nuevamente pero con goles de Marcus Rashford y Amad Diallo, avanzando a semis, donde se viviría otro duelo cardiaco ante el Coventry City, siendo que el United empezaría ganando 3 a 0 con goles de Scott McTominay, Harry Maguire y Bruno Fernandes pero les remontarian sin embargo el United ganaría en penales con André Onana como figura en la final le ganarían al Manchester City  2 a 1 siendo campeones de la FA Cup en liga no les iría tan bien: terminarían octavos, pero gracias a su campeonato en la FA Cup clasificarían a la Europa League
Iniciaría la temporada 2024/25 y el equipo de Erik ten Hag perdería la final de la Community Shield ante el Manchester City, partido que empezarían ganando con gol de Alejandro Garnacho el city igualaria con gol de Bernardo Silva en penales el mismo Silva fallaria su penal pero Jadon Sancho y Jonny Evans fallarian su pena máxima coronando al city campeón anunciarian los fichajes de Joshua Zirkzee para reforzar la delantera Manuel Ugarte para el mediocampo y los defensas Noussair Mazraoui,Matthijs de Ligt y Leny Yoro sin embargo los resultados serían igual de irregulares que la temporada pasada por lo que mediante las páginas oficiales del Manchester United se haría oficial la destitución de Erik ten Hag y traerian a Rúben Amorim (En ese lapso de tiempo Ruud van Nistelrooy dirigió al equipo red devil como interino) con Amorim le lograrian ganar al Arsenal por penales y al Leicester City en la FA Cup pero perderían ante el Tottenham Hotspur en la Copa de la Liga; al mismo tiempo, quedarian invictos en la fase de grupos de la Liga Europa de la UEFA, En invierno se confirmaría el fichaje de Patrick Dorgu

## Indumentaria
El escudo del club se deriva del escudo de armas del Manchester City Council, la autoridad local de Mánchester, aunque lo único que permanece intacto de aquel es el barco de vela. La silueta, reminiscente a la representación comúnmente asociada con un demonio, surgió del apodo del club «The Red Devils» —trad. lit. «Los diablos rojos»—; esta se incluyó por primera vez en los programas y bufandas del club en los años 1960, y comenzó a formar parte del escudo del equipo en 1970, aunque el escudo en sí no se incluiría en la playera de los jugadores sino hasta 1971 —a menos de que el equipo estuviera jugando una final de copa—.
En una fotografía del equipo Newton Heath en 1892, se observa que los jugadores visten una camiseta con cuadros rojos y blancos, y pantalones azules. Entre 1894 y 1896 los jugadores llevaban camisetas de color verde y oro que luego serían reemplazadas por las camisetas blancas, que se hacían acompañar de pantalones azules. Tras el cambio de nombre del club en 1902, los colores cambiaron y el uniforme consistió en camisetas rojas, pantalones cortos blancos y calcetines negros, el cual se convirtió en la vestimenta estándar del Manchester United. Para el juego de la final de la FA Cup en 1909 —el cual ganaron—, usaron camisetas blancas con un chevrón rojo, y un escudo con una rosa roja de Lancashire ubicado justo en el lado izquierdo del pecho. Durante los siguientes años no se hicieron modificaciones importantes al uniforme, hasta 1922 cuando el equipo adoptó camisetas blancas con una «V» de color rojo oscuro alrededor del cuello, similar a la camiseta usada en la final de la FA Cup de 1909. Este nuevo cambio prevaleció hasta 1927. En 1934, los jugadores lucían camisetas con aros de color cereza y blanco, aunque la siguiente temporada la camiseta roja volvió a usarse tras alcanzar la posición más baja en la Second Division —20° lugar—. Los calcetines negros cambiaron a blanco de 1959 a 1965, cuando finalmente fueron reemplazados con calcetines rojos hasta 1971, momento en que el club volvió a usar los negros.
El uniforme del Manchester United de visitante con frecuencia ha consistido en una camiseta blanca, pantalones negros y calcetines blancos, aunque ha habido varias excepciones. Entre estas se incluye la camiseta azul marino con rayas horizontales plateadas usadas durante la temporada 1999-2000, y el uniforme que se usó en 2010, que consistía en una camiseta blanca con cuadros rojos y negros en las mangas, acompañada de pantalones cortos negros y medias blancas. En la temporada 1995-96, se usó un kit completamente gris, aunque dejó de utilizarse tras dos juegos debido a que los jugadores decían tener problemas para ubicar rápidamente a sus compañeros entre la multitud. En 2001, para celebrar 100 años como «Manchester United», se estrenó un kit blanco/dorado, aunque las camisetas usadas en ese entonces no venían en doble presentación. El tercer kit del club es usualmente de color azul, siendo usado mayoritariamente durante la temporada 2008-2009, para celebrar 40 años desde que se usó dicho uniforme para el primer triunfo del club en la Copa Europea en 1968. Algunas excepciones incluyen las camisetas con franjas azules y blancas usadas durante la temporada 1994-1995, un kit totalmente negro vestido durante la temporada del triplete, y las camisetas blancas con rayas negras y rojas horizontales vestidas entre 2003 y 2005. El kit de visitante del club usado en la temporada 2008-09 —una camiseta blanca con secciones azules y rojas, pantalones azules y medias blancas— se utilizó como tercer kit del equipo en la temporada 2009-10.
| Primero | (Ver evolución) | Actual |

## Instalaciones
| Icono lupa | Para más detalles, consultar Instalaciones del Manchester United Football Club |

### Estadio

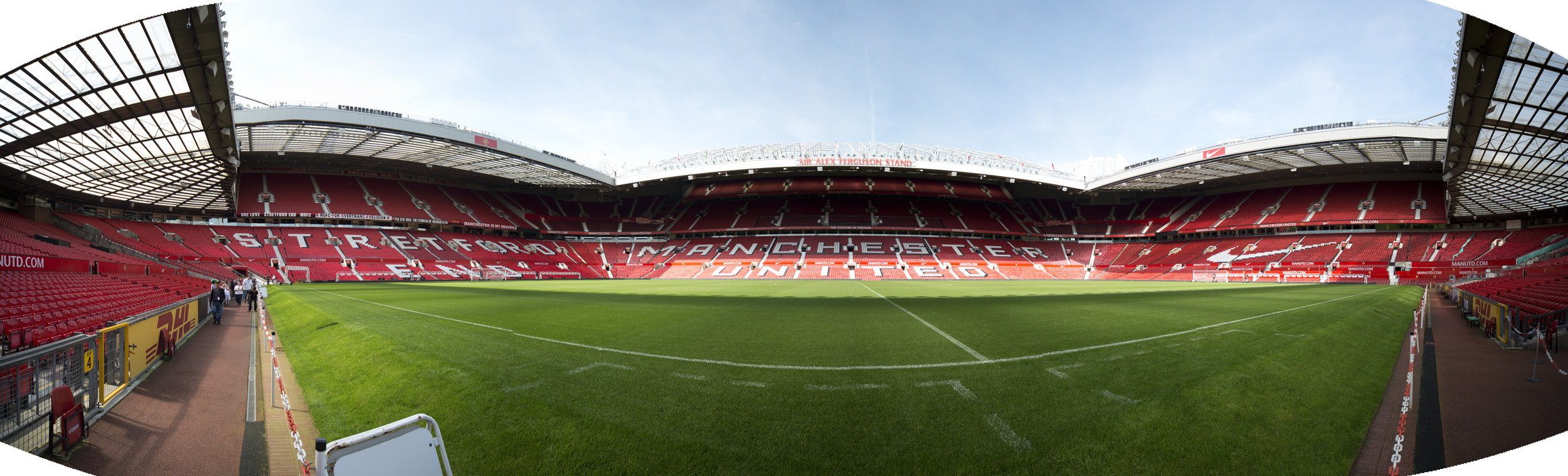
Panorámica de Old Trafford.

Newton Heath inicialmente disputó sus encuentros como local en una cancha ubicada en North Road, cerca de la empresa ferroviaría a la cual pertenecía el club. Su capacidad original era de unas 12 000 personas, aunque los funcionarios del club consideraron que la capacidad de las instalaciones era insuficiente para un club que aspiraba a unirse a la Football League. En 1887 se llevó a cabo un proceso de expansión de la cancha y, en 1891, Newton Heath usó sus reservas financieras —que no eran abundantes en ese entonces—, para comprar dos tribunas, cada una capaz de albergar a 1000 espectadores. Aunque no se registraron asistentes a muchos de los primeros juegos en North Road, la mayor asistencia de la que se tiene registro fue de aproximadamente 15 000 personas, para un encuentro de la First Division contra Sunderland el 4 de marzo de 1893. Una asistencia similar había ocurrido previamente durante un partido amistoso contra el Gorton Villa, el 5 de septiembre de 1889.
En junio de 1893, después de que el club fuese desalojado de North Road por sus dueños, Manchester Deans and Canons —quienes sentían que era inadecuado para el club cobrar una cuota para ingresar a la cancha—, el secretario A. H. Albut decidió usar el área de Bank Street, en Clayton. En un inicio no tenía bancas; las primeras se construyeron para el comienzo de la temporada 1893-94. Una abarcaba toda la extensión del terreno de juego en un lado, y la otra se hallaba detrás de la portería en el «Bradford end» —«extremo Bradford»—. En el extremo opuesto, el «Clayton end», la cancha había sido «construida, proporcionándose miles para esa área [sic]». El primer juego de liga disputado por Newton Heath en Bank Street fue contra el conjunto de Burnley el 1 de septiembre de 1893, cuando 10 000 espectadores vieron a Alf Farman anotar una tripleta, los únicos goles de Newton Heath en su triunfo por 3-2. Los asientos restantes se completaron para el siguiente juego de la liga contra Nottingham Forest, tres semanas después. En octubre de 1895, antes de la visita del Manchester City, el club adquirió una tribuna con una capacidad de 2 000 asientos del club de rugby league Broughton Rangers, además de incorporar otra tribuna en el «lado reservado» —para diferenciarlo del «lado popular»—. Sin embargo, el clima de esa época limitó la asistencia para el encuentro contra el Manchester City a solo 12 000 espectadores.
Una vez que la cancha de Bank Street se cerró temporalmente por asuntos judiciales en 1902, el capitán Harry Stafford recaudó el suficiente dinero como para pagar el siguiente juego del club como visitantes contra el Bristol City y encontró un local temporal en Harpurhey para los siguientes juegos de reserva contra Padiham. Tras una inversión financiera, el nuevo presidente del club J. H. Davies pagó 500 GBP para erigir una nueva tribuna de 1000 asientos en Bank Street. En los siguientes cuatro años, el estadio se cubrió de asientos en sus cuatro costados y pudo albergar a un aproximado de 50 000 espectadores, algunos de los cuales podían mirar los juegos desde el mirador situado encima de la tribuna central.
Sin embargo, tras el primer título de liga del Manchester United en 1908 y la FA Cup un año después, se determinó que Bank Street era demasiado restrictivo respecto a la ambición de Davies; en febrero de 1909, seis semanas antes del primer título FA Cup del equipo, se nombró a Old Trafford como la nueva sede del Manchester United después de adquirir el terreno por alrededor de 60 000 GBP. El arquitecto Archibald Leitch obtuvo un presupuesto de 30 000 GBP para llevar a cabo la construcción del estadio; los planes originales consistían en un recinto con una capacidad de 100 000 asistentes, aunque las limitaciones del presupuesto obligaron a que el proyecto se redujera a solo 77 000 asientos. La construcción del edificio recayó a su vez en la constructora Messrs Brameld y Smith, de Mánchester. La mayor asistencia al estadio se registró el 25 de marzo de 1939, cuando se disputó la semifinal de la FA Cup entre Wolverhampton Wanderers y Grimsby Town y se alcanzó una asistencia de 76 962 personas.
Los bombardeos en la Segunda Guerra Mundial destruyeron gran parte del estadio. El túnel central en la grada sur fue lo único que quedó de aquel entonces. Al término de la guerra, el club obtuvo una compensación por parte de la War Damage Commision por un total de 22 278 GBP. Mientras el proceso de reconstrucción se llevaba a cabo, el equipo disputó sus encuentros como local en el estadio Maine Road del Manchester City. Al año, Manchester United debió pagar 5000 GBP aunado a un porcentaje nominal sobre las entradas de cada juego. Posteriores mejoras incluyeron la adición de los techos, primero al extremo Stretford y luego a las tribunas de las zonas norte y este. Los techos eran sostenidos por pilares que obstruían la visión de muchos espectadores, por lo que fueron sustituidos eventualmente con una estructura de ménsula. El extremo Stretford fue de hecho la última zona del estadio a la que se le proporcionó la estructura de ménsula, la cual se completó a tiempo para la temporada de 1993-94. El 25 de marzo de 1957 se estrenaron cuatro torres de 180 pies (54,9 m) que tuvieron un costo de 40 000 GBP, cada una con una capacidad de 54 reflectores individuales. Estas se desmantelaron en 1987 para ser reemplazadas por un sistema de iluminación integrado en el techo de cada tribuna, el cual permanece en la actualidad.
En 1993, el informe Taylor exigió que para un estadio como el Old Trafford la capacidad mínima debía de ser de 44 000 espectadores. En 1995, la zona norte se rediseñó en tres niveles, con lo que se restauró así la capacidad a aproximadamente 55 000 espectadores. Para el final de la jornada 1998-99, se añadieron segundos niveles a las tribunas este y oeste del estadio, alcanzándose una nueva capacidad de casi 67 000 asistentes, y entre julio de 2005 y mayo de 2006 se añadieron más asientos por medio de los segundos niveles en los cuadrantes noroeste y noreste. Algunos de los nuevos asientos se utilizaron por primera vez el 26 de marzo de 2006, cuando se registró un nuevo récord de asistencia en la Premier League de 69 070 espectadores. El récord anterior fue vencido el 31 de marzo de 2007, cuando se registró una asistencia de 76 098 espectadores al encuentro entre el Manchester United y Blackburn Rovers, conjunto al cual derrotaron 4-1, con solamente 114 asientos desocupados (un 0,15% de la capacitad total de Old Trafford de 76 212 asientos). En 2009, se reorganizaron los asientos y se redujo la capacidad a 75 957 espectadores. Para la temporada 2012-13, había 75 765 asientos disponibles para la audiencia. El Manchester United tiene el segundo promedio de asistencia más alto de los clubes de fútbol europeos solo detrás del Borussia Dortmund.

### Instalaciones deportivas
El Trafford Training Centre (actualmente conocido como el Aon Training Complex por razones de patrocinio y referido generalmente por el sinécdoque de Carrington) es el centro de entrenamiento y la sede de la academia del club de fútbol inglés Manchester United, está ubicado cerca del pueblo de Carrington, Gran Mánchester, Inglaterra, y reemplazó a The Cliff como el campo de entrenamiento del club en 2000. La construcción del complejo comenzó en 1999, el edificio principal fue abierto y el primer equipo se trasladó en 2000, seguido en 2002 por la instalación de la Academia, sede del renombrado sistema juvenil del club. En 2013, se completaron importantes adiciones en el complejo, incluyendo un centro médico y departamento de ciencias del deporte, con lo que el costo total de construcción del complejo de formación asciende a más de 60 millones de libras.

## Datos del club
Para los detalles estadísticos del club véase Estadísticas del Manchester United Football Club

### Denominaciones
A continuación se listan las distintas denominaciones de las que ha dispuesto el club durante su historia:
- Newton Heath LYR Football Club: (1878-02) Nombre de fundación del equipo.
- Manchester United Football Club: (1902-Act.) Cambio de nombre por el nuevo dueño, J. H. Davies.

## Palmarés
| Icono lupa | Para más detalles, consultar Palmarés del Manchester United Football Club y Trayectoria del Manchester United Football Club |

El primer trofeo del Manchester United fue la Manchester Cup, la cual ganó como Newton Heath en 1886. En 1908, el equipo obtuvo su primer título de liga y, al año siguiente, se hizo acreedor a la Copa de Inglaterra por primera vez. En cuanto al número de trofeos ganados, la década más exitosa para el Manchester United fueron los años 1990; en esta etapa, el conjunto ganó 5 títulos de liga, 4 Copas de Inglaterra, 1 League Cup, 5 Supercopas de Inglaterra (una de ellas compartida),1 Recopa de Europa, 1 Liga de Campeones de la UEFA, 1 Supercopa de Europa y 1 Copa Intercontinental.
Actualmente, el club es el más laureado de la Premier League, con 20 trofeos junto con el Liverpool, además de ser el primer equipo inglés en ganar la Copa de Europa -en 1968-, el único de Inglaterra en ser campeón de la Copa Intercontinental y el primero del Mundial de Clubes. Tras vencer en 2016 al Crystal Palace en la final de Wembley del 21 de mayo, es el segundo equipo con más títulos de la Copa de Inglaterra, así como el más laureado de la Community Shield con 20.
Dichos títulos le han reportado cuatro títulos honoríficos de dobletes al conquistar el campeonato de liga y copa en tres ocasiones, y del campeonato de liga y copa liguera en otra. En 1993-94, 1995-96, 1998-99 (como parte del triplete); y en 2008-09.

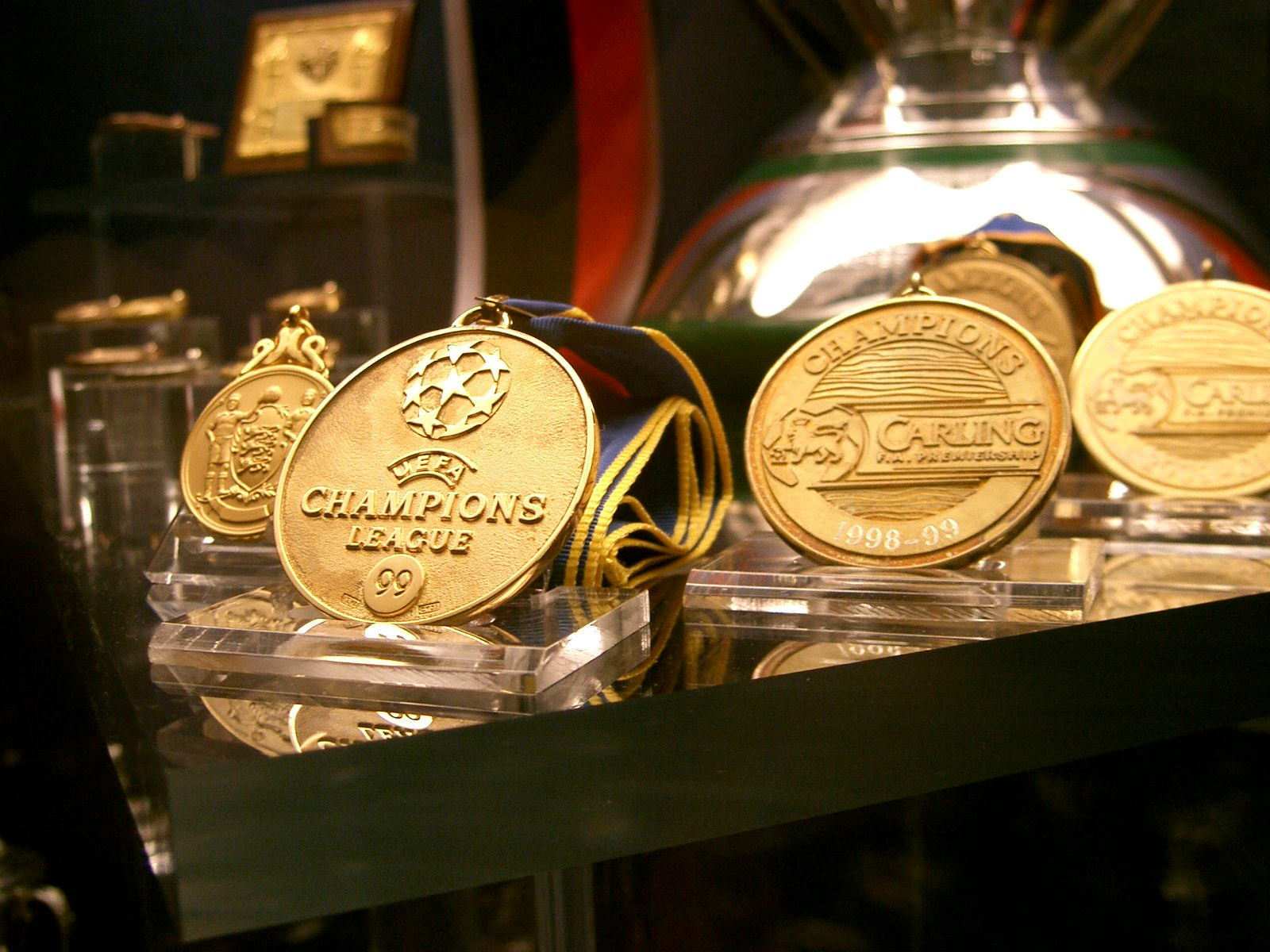
Tres frontales: las medallas del triplete del Manchester United de la temporada 1998-99 se exhiben en el museo del club.

Hasta la temporada 2016-17 jamás había obtenido la Liga Europa de la UEFA, cuando venció en la final disputada en Solna al Ajax de Ámsterdam por 0-2. Anteriormente había alcanzado los cuartos de final en la temporada 1984-85 y las semifinales en el torneo antecesor de la competencia, la Copa de Ferias, en la temporada 1964-65 cuando perdió frente al Ferencváros TC.
De igual modo al ámbito nacional, a nivel internacional obtuvo el triplete en la temporada 1998-99 ganando la Premier League, la Fa Cup y la Liga de Campeones y un doblete en la temporada 2007-08 ganando la Premier League y la Liga de Campeones.
Nota: en negrita competiciones vigentes en la actualidad. Indicado el récord del torneo  y el compartido 

### Torneos nacionales (60)
| Competiciones nacionales | Títulos | Subcampeonatos |
| ------------------------ | --- | --- |
| Primera División (20/17) | 1907-08, 1910-11, 1951-52, 1955-56, 1956-57, 1964-65, 1966-67, 1992-93, 1993-94, 1995-96, 1996-97, 1998-99, 1999-00, 2000-01, 2002-03, 2006-07, 2007-08, 2008-09, 2010-11, 2012-13. | 1946-47, 1947-48, 1948-49, 1950-51, 1958-59, 1963-64, 1967-68, 1979-80, 1987-88, 1991-92, 1994-95, 1997-98, 2005-06, 2009-10, 2011-12, 2017-18, 2020-21. |
| FA Cup (13/9)            | 1908-09, 1947-48, 1962-63, 1976-77, 1982-83, 1984-85, 1989-90, 1993-94, 1995-96, 1998-99, 2003-04, 2015-16, 2023-24.                                                                | 1956-57, 1957-58, 1975-76, 1978-79, 1994-95, 2004-05, 2006-07, 2017-18, 2022-23.                                                                         |
| Copa de la Liga (6/4)    | 1991-92, 2005-06, 2008-09, 2009-10, 2016-17, 2022-23. | 1982-83, 1990-91, 1993-94, 2002-03. |
| Community Shield (21/10) | 1908, 1911, 1952, 1956, 1957, 1965*, 1967*, 1977*, 1983, 1990*, 1993, 1994, 1996, 1997, 2003, 2007, 2008, 2010, 2011, 2013, 2016.                                                   | 1948, 1963, 1985, 1998, 1999, 2000, 2001, 2004, 2009, 2024.                                                                                              |
|                          | | |
| Segunda División (2/3)   | 1935-36, 1974-75. | 1905-06, 1924-25, 1937-38. |

(*) Título compartido.

### Torneos internacionales (8)
| Competiciones internacionales | Títulos                    | Subcampeonatos    |
| ----------------------------- | -------------------------- | ----------------- |
| Copa Mundial de Clubes (1/0)  | 2008.                      |                   |
| Copa Intercontinental (1/1)   | 1999.                      | 1968.             |
| Liga de Campeones (3/2)       | 1967-68, 1998-99, 2007-08. | 2008-09, 2010-11. |
| Liga Europa (1/2)             | 2016-17.                   | 2020-21, 2024-25. |
| Supercopa de Europa (1/3)     | 1991.                      | 1999, 2008, 2017. |
| Recopa de Europa (1/0)        | 1990-91.                   |                   |

### Reconocimientos internacionales
| Distinción             | Año         |             |
| ---------------------- | ----------- | ----------- |
| Club del año IFFHS (2) | 1999, 2008. | 1999, 2008. |

### Palmarés total
| Manchester United F.C.                                                       | 20 | 13 | 6 | 21 | 3 | 1 | 1 | 1 | 1 | 1 | 68 |
| Datos actualizados a la consecución del último título el 21 de mayo de 2025. |    |    |   |    |   |   |   |   |   |   |    |

### Dobletes y tripletes
- Dobletes:
  - Premier League y FA Cup: 3
    - 1993-94, 1995-96, 1998-99 (como parte del triplete)

  - Premier League y Copa de la liga: 1
    - 2008-09
- Doblete europeo
  - Premier League y UEFA Champions League: 2
    - 1998-99 (como parte del triplete), 2007-08

  - Copa de la liga y UEFA Europa League: 1
    - 2016-17
- Triplete: (Premier League, FA Cup y UEFA Champions League): 1
  - 1998-99

Las competencias cortas tales como la Supercopa de Inglaterra, la Copa Intercontinental (ya extinta), la Copa Mundial de Clubes de la FIFA o la Supercopa de Europa no se consideran por lo general al momento de catalogar un doblete o un triplete.

El club ha disputado en 90 temporadas la Primera División —máxima competición de clubes en Inglaterra bajo sus dos formatos históricos— desde su fundación en la temporada 1878-79, en la que ocupa el primer puesto en la clasificación entre todos los participantes históricos además de ser el más laureado con veinte títulos. Su peor actuación se registró en las temporadas 1934-35 y 1973-74 cuando descendió de categoría al finalizar en el 22.º puesto. En ella ha disputado un total de 5493 partidos, con un porcentaje de victorias del 49,13%. Ganados: 2699 (49,13 %), empatados: 1298 (23,63 %), perdidos: 1496 (27,23 %). Su mejor registro goleador data de las temporadas 1956-57 y 1958-59 con 103 goles —97 en la 1999-00 bajo formato Premier League—, mientras que su mayor goleada histórica se produjo en la ronda preliminar de la Copa de Europa 1956-57 al vencer por 10-0 al Royal Sporting Club Anderlecht, siendo la peor un 7-0, encajada hasta en cuatro ocasiones. Temps. 1925-26, 1930-31, 1931-32, 2022-23, ante Blackburn Rovers, Aston Villa, Wolverhampton Wanderers y Liverpool F. C. respectivamente.
En cuanto al panorama internacional, el club fue el primer club inglés en participar en la Copa de Europa —actual Liga de Campeones (en. Champions League) y más prestigiosa competición de clubes en Europa—, habiéndola disputado desde entonces un total de veintiséis temporadas no disputándola en treinta y seis ediciones, siendo el club británico con más presencias. En ellas sumó un total de tres títulos que le sitúan como el cuarto mejor equipo de la competición entre sus 500 participantes históricos.
| Competición                                     | P.J. | P.G. | P.E. | P.P. | G.F.  | G.C. | Mejor resultado |
| ----------------------------------------------- | ---- | ---- | ---- | ---- | ----- | ---- | --------------- |
| Football League First Division / Premier League | 3854 | 1849 | 951  | 1054 | 6651  | 4884 | Campeón         |
| Football League Second Division                 | 816  | 406  | 168  | 242  | 1433  | 966  | Campeón         |
| FA Cup                                          | 471  | 264  | 101  | 106  | 877   | 514  | Campeón         |
| Copa de la Liga                                 | 205  | 119  | 32   | 54   | 366   | 225  | Campeón         |
| Community Shield                                | 31   | 12   | 11   | 8    | 58    | 45   | Campeón         |
|                                                 |      |      |      |      |       |      |                 |
| Copa de Europa / Liga de Campeones de la UEFA   | 293  | 160  | 69   | 64   | 533   | 284  | Campeón         |
| Copa Intercontinental / Copa Mundial de Clubes  | 5    | 3    | 1    | 1    | 8     | 5    | Campeón         |
| Copa de la UEFA / Liga Europa de la UEFA        | 76   | 39   | 21   | 16   | 122   | 66   | Campeón         |
| Supercopa de Europa                             | 4    | 1    | 0    | 3    | 3     | 5    | Campeón         |
| Recopa de Europa                                | 31   | 16   | 9    | 6    | 55    | 35   | Campeón         |
|                                                 |      |      |      |      |       |      |                 |
| Total                                           | 5786 | 2869 | 1363 | 1554 | 10106 | 7029 | 67 Campeonatos  |

Nota: En negrita competiciones activas. Estadísticas actualizadas al último partido jugado el 26 de mayo de 2021.

Fuentes: Premier League - UEFA - FIFA Archivado el 16 de junio de 2018 en Wayback Machine.

## Marca

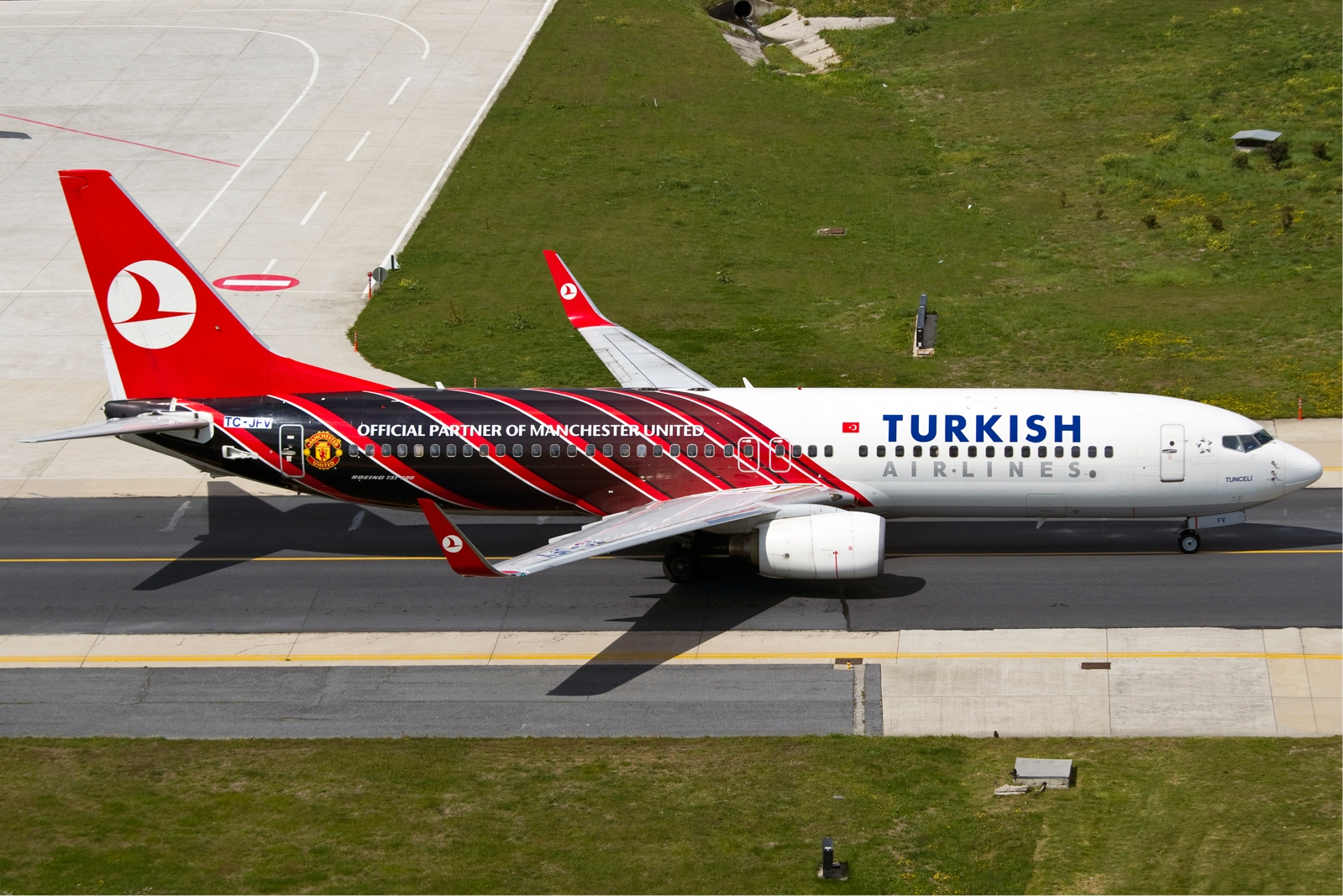
Turkish Airlines, socio oficial del club es la aerolínea del Manchester United.

Manchester United constituye una marca con notable presencia global; un informe de 2009 valoró la marca y las propiedades intelectuales asociadas al club en 329 millones GBP, dándole una calificación de AAA («Extremadamente fuerte»). En 2010 la revista Forbes clasificó al Man Utd en el segundo lugar de su listado de las diez marcas de equipos deportivos más exitosas, solo por debajo de los New York Yankees, con una fortuna estimada en 285 millones USD (lo cual representa el 16% del valor total del club calculado en 1,835 billones USD). El conjunto ocupó el tercer puesto en la Deloitte Football Money League de 2011 —por detrás del Real Madrid y el Barcelona—.
La fuerza de la marca global del Manchester United es a menudo atribuida a la reestructuración que le hizo Busby al equipo y el subsecuente éxito que rodeó al club tras el desastre aéreo de Múnich, un suceso que atrajo la atención mundial. La plantilla de ese entonces incluía a Bobby Charlton, Nobby Stiles —integrantes de la selección nacional que ganó la Copa Mundial de 1966—, Denis Law y George Best. El estilo ofensivo de juego adoptado por esta escuadra —en contraste al enfoque defensivo estilo catenaccio difundido por los principales equipos italianos de dicha época— «capturó la imaginación de la audiencia inglesa». El equipo de Busby también era asociado con la liberación de la sociedad occidental durante los años 1960. George Best, apodado como el «quinto Beatle» por su icónico corte de cabello, se convirtió en el primer futbolista en desarrollar de forma significativa un perfil fuera de la prensa deportiva.
Además de ser el primer club de fútbol inglés en cotizar en la Bolsa de Londres en 1991, el Manchester United logró un capital notable con el cual iría desarrollando su estrategia comercial. El enfoque del club en el éxito comercial y deportivo trajo consigo beneficios importantes en una industria que con frecuencia se caracteriza por las pérdidas crónicas. La fuerza de la marca del Man Utd se vio reforzada por una intensa atención de los medios en algunos jugadores del plantel, más notablemente en David Beckham —quien rápidamente desarrolló su propia marca global individual—. Esta atención a menudo genera un mayor interés en las actividades que tienen que ver con los partidos a disputarse, y por lo tanto crea oportunidades de patrocinio —cuyo valor es manejado por la exposición televisiva—. Durante su paso por el club, la popularidad de Beckham llegó al continente asiático y se convirtió en la razón del éxito comercial del equipo en esa región del mundo.
Debido a los resultados cada vez mejores que la escuadra fue obteniendo en la liga en relación con una mayor cuota de derechos de televisión, el éxito en el campo genera todavía un mayor ingreso para el equipo. Desde los comienzos de la Premier League, el Manchester United ha recibido la mayor cuota de ingresos generada por un acuerdo de transmisión con la cadena BSkyB. Asimismo, el club se ha hecho acreedor constantemente a los más altos ingresos comerciales que cualquier otro equipo inglés. En la temporada 2005-2006, la división comercial del Manchester United generó hasta 51 millones GBP en comparación a los 42,5 millones GBP del Chelsea, los 39,3 millones GBP del Liverpool, los 34 millones GBP del Arsenal y los 27,9 millones GBP del Newcastle United. Una relación de patrocinio clave en todo esto ha sido con la compañía Nike, pues en un contrato firmado en 2002 por 303 millones GBP durante trece años, gestiona las operaciones de mercadotecnía del club como parte de una asociación entre el club y la empresa. A través del Manchester United Finance y del esquema de afiliación del club, One United, aquellos que tienen una afinidad por el club pueden comprar una serie de mercancías y servicios propios de la marca. En adición a lo anterior, los servicios del equipo en los medios de comunicación —tales como el canal de televisión del club, MUTV— han permitido que el Manchester United extienda su base de seguidores a una cifra aún mayor a la que es capaz de albergar en su estadio Old Trafford.

### Patrocinio
En un contrato inicial de cinco años de duración con un valor de 500 000 GBP, la japonesa Sharp Electronics se convirtió en el primer patrocinador de las camisetas del club, justo al comienzo de la temporada 1982-83, una relación que prevaleció hasta el término de la jornada 1999-2000, cuando la operadora de telefonía móvil Vodafone firmó un contrato por 30 millones GBP de cuatro años de duración. Vodafone aceptó extender el acuerdo por otros cuatro años al término del contrato original (esta vez por 36 millones GBP), sin embargo tras solo dos temporadas decidieron aplicar una cláusula de ruptura con tal de concentrar su labor de patrocinio en la Champions League.
Al comienzo de la temporada 2006-07, la aseguradora estadounidense AIG accedió a firmar un contrato de cuatro años por 56,5 millones GBP, el cual acabaría convirtiéndose a finales de 2006 en el contrato más valioso a nivel mundial. Para el arranque de la temporada 2010-11, la aseguradora estadounidense Aon se convirtió en la principal patrocinadora del club en un nuevo contrato de cuatro años, que ha sido catalogado como el más valioso en toda la historia del club, al haberse firmado por 80 millones GBP. Esto lo convierte además en el acuerdo de patrocinio de playeras más lucrativo en la historia del fútbol. En julio de 2012, la automotriz estadounidense General Motors firmó un acuerdo de siete años con el club, para sustituir a Aon como patrocinadora por lo que, a partir de la temporada 2014-15, la playera del equipo contará con el logotipo de Chevrolet.
La fabricante del primer uniforme usado por el equipo fue Umbro hasta que en 1975 se firmó un acuerdo de cinco años de duración con Admiral. Adidas firmó un acuerdo en 1980 antes de que Umbro volviera a firmar un contrato en 1992. El patrocinio de Umbro duró por diez años siendo seguido por Nike, que estableció un nuevo récord al firmar un acuerdo con valor de 302,9 millones GBP que durará hasta 2015. Una serie de réplicas oficiales de las playeras del club con un costo total de 3,8 millones GBP se vendieron durante los primeros 22 meses en la compañía. Aunado a Nike y Aon, el club ha tenido varios patrocinadores de bajo nivel entre los cuales se encuentran la automotriz Audi y la cervecera Budweiser.
Adidas pasaría a vestir a Manchester United a partir de 2015. El cuadro inglés firmaría un contrato multimillonario con la marca alemana y rompería así su vínculo con Nike, el cual se remonta al 2002.
De acuerdo con Goal.com, el trato se cerraría en torno a las 600 millones de libras (1.025 millones 190 mil dólares aproximadamente al tipo de cambio actual). La fuente mencionada no cita por cuánto tiempo sería.

### Álbumes y temas musicales
Desde antes de 1968, el club ha puesto a la venta algunas melodías y álbumes musicales considerados como oficiales. Algunos de estos tuvieron una buena recepción tras su lanzamiento, llegando en ocasiones a posicionarse en los primeros puestos de popularidad en los charts de Inglaterra. El primer compilatorio oficialmente comercializado se tituló United, United, desconociéndose la fecha exacta de su estreno. En 1968, debutó el álbum The European Cup's All Yours para conmemorar la Copa Europea obtenida por el Manchester ese año. Dos años después, en 1970, el tema «Belfast Boy» alcanzó el puesto 32 en los charts británicos. Ese mismo año, el empresario Larry Page persuadió al club de grabar el álbum Singalong With Manchester United. Desde entonces han surgido diversos compilatorios y temas musicales, incluyendo «Glory Glory Man United» (utilizado para la final de la FA Cup de 1973; obtuvo el puesto 13 en el chart británico), «We All Follow Man United» (igualmente en la FA Cup de 1975, alcanzó el sitio 10 del chart), «Come On You Reds» (el más exitoso del club, estrenado en 1994 y grabado junto con la banda de hard rock Status Quo; pasó dos semanas en el primer puesto del chart no solamente británico sino también irlandés, maltés y de algunos países escandinavos), «We're Gonna Do It Again» (1995; se posicionó en el sexto puesto del chart británico), «Move Move Move (The Red Tribe)» (1996), «Sing Up For The Champions!» (1997), Come On You Reds - 20 Manchester United Classics (1998) y «You Raise Me Up» (2005; a manera de homenaje luctuoso al jugador George Best).

## Propiedad
Originalmente financiado por el Lancashire y Yorkshire Railway Company, el club se convirtió en una sociedad anónima en 1892 y vendió sus acciones a los seguidores locales del equipo por 1 GBP a través de un formulario. En 1902, la propiedad pasó en su totalidad a los cuatro empresarios locales que invirtieron cada uno 500 GBP para rescatar al club de la quiebra, entre los cuales se incluyeron el que luego se convertiría en el presidente del club, J. H. Davies. Tras la muerte de Davies en 1927, el club volvió a enfrentarse a la quiebra, pero, esta vez, a finales de 1931, James W. Gibson logró rescatarlo, asumiendo el control del club tras invertir 2000 GBP. Gibson promovió a su hijo, Alan, al mismo cargo en 1948, sin embargo murió tres años después; la familia Gibson retuvo la propiedad del club, pero la posición de presidente pasó al exjugador Harold Hardman.
Promovido al cargo de presidente unos días después del desastre de Múnich, Louis Edwards, un amigo de Busby, comenzó a adquirir acciones en el club; tras una inversión de casi 40 000 GBP, acumuló un porcentaje de participación del 54% por lo que asumió el control del equipo en 1964. Cuando Lillian Gibson falleció a principios de 1971, sus acciones pasaron a Alan Gibson, que vendió un porcentaje de sus acciones al hijo de Louis Edwards, Martin, en 1978; Martin Edwards fue elegido presidente del club tras la muerte de su padre en 1980. El magnate de los medios de comunicación Robert Maxwell intentó comprar al Man Utd en 1984, sin embargo no logró llegar a un acuerdo con Edwards. En 1989, Edwards trató de vender el club a Michael Knighton por 20 millones GBP, pero la venta no logró concretarse y Knighton, en cambio, se unió a la junta directiva.
Manchester United empezó a cotizar en el mercado de valores en junio de 1991 —donde alcanzó un valor de 6,7 millones GBP—, y recibió otra oferta de compra en 1998, esta vez de la empresa British Sky Broadcasting, de Rupert Murdoch. Esto provocó la formación del Shareholders United Against Murdoch —más tarde renombrado a Manchester United Supporters' Trust— que anima a los partidarios a comprar acciones en el club en un intento para evitar cualquier posible compra hostil. La junta directiva del Manchester United aceptó una oferta por 623 millones GBP, pero la transacción fue bloqueada por la Comisión de Fusiones y Monopolios en abril de 1999. Unos años después, emergió una lucha por el poder entre el mánager del club Alex Ferguson y sus compañeros de carreras de caballos John Magnier y J. P. McManus, quienes gradualmente se fueron convirtiendo en los principales accionistas. En una disputa que surgió a raíz de la propiedad controvertida del caballo Rock of Gibraltar, Magnier y McManus intentaron remover a Ferguson de su posición como mánager, y la junta directiva respondió al atraer a inversores para así reducir la mayoría de los irlandeses en cuestión de acciones.
En mayo de 2005, Malcolm Glazer compró la participación del 28,7% en poder de McManus y Magnier, por lo que adquirió una participación de control a través de su vehículo de inversión Red Football Ltd, en una toma de posesión de alto nivel donde se valuó al club en aproximadamente 800 millones GBP —aproximadamente 1500 millones USD en aquel entonces—. En julio de 2006, el club anunció un paquete de refinanciación de la deuda con un valor de 660 millones GBP, lo cual resultó en una reducción del 30% en los pagos de intereses anuales a 62 millones GBP al año. En enero de 2010, con deudas por 716,5 millones GBP —equivalente a 1017 millones GBP—, el Manchester United se refinanció a través de una emisión de bonos con valor de 504 millones GBP, lo que les permitió pagar la mayor parte del préstamo de 509 millones GBP a los bancos internacionales. El interés anual devengado por los bonos —el cual vence el 1 de febrero de 2017— es de aproximadamente 45 millones GBP al año. A pesar de la reestructuración, la deuda del club provocó protestas de los seguidores el 23 de enero de 2010, tanto en Old Trafford como en el Trafford Training Centre (también propiedad del club). Así, algunos grupos de partidarios alentaron a los aficionados a vestir los colores verde y oro en los partidos, los cuales eran los colores insignia del Newton Heath. El 30 de enero, algunos reportes informaron que el Manchester United Supporters' Trust había celebrado reuniones con un grupo de fanáticos ricos apodados en conjunto como los «Red Knights», cuyo plan es adquirir el porcentaje de participación de los Glazer.
De acuerdo a la revista Forbes, hasta finales de 2011 el Manchester United posee un valor de 269 millones USD, convirtiéndose así en el club con mejor éxito financiero del fútbol seguido del español Real Madrid y del alemán Bayern de Múnich. Asimismo, esto lo hace el segundo club deportivo más valioso de cualquier categoría —después del equipo de béisbol estadounidense New York Yankees—. En agosto de 2011, circularon rumores de que los Glazer planeaban contactar a la prestataria financiera Credit Suisse Group, con miras a llevar a cabo una oferta pública de venta por mil millones USD —aprox. 600 millones GBP— en la Bolsa de Singapur. No obstante, en julio de 2012, el club anunció sus planes de cotizarse en la Bolsa de Nueva York. Si bien cada acción sería vendida entre 16 y 20 USD como cifra inicial, el día en que se incorporó a la bolsa —10 de agosto— el costo se redujo a 14 USD, debido a las malas opiniones de algunos analistas de Wall Street así como al previo debut de Facebook en dicho mercado de valores, que no obtuvo el resultado esperado por sus propietarios. A pesar de lo anterior, el Manchester United se valuó en 2300 millones USD, con lo que se convirtió en el club de fútbol más valioso en todo el mundo.

## Jugadores
El galés Ryan Giggs es el jugador con más partidos disputados con 963, mientras que el inglés Wayne Rooney es el máximo goleador histórico con 253 goles, cuatro más que Bobby Charlton, quien lideraba el registro hasta la temporada 2016-17. Cabe destacar al escocés Denis Law al ser el jugador con más goles anotados en una única temporada con 76, producido el hecho en la temporada 1963-64.
El francés Paul Pogba se convirtió en agosto de 2016 en el fichaje más costoso del club, proveniente de la Juventus, al pagar los británicos una suma de 99,6 millones £, mientras que el traspaso en julio de 2009 del portugués Cristiano Ronaldo al Real Madrid por 98 millones £ fue el más alto realizado por la entidad.
El norirlandés George Best se une a los ya citados Law, Charlton y Ronaldo como los cuatro jugadores del club vencedores del Balón de Oro. Denis Law (1964), Bobby Charlton (1966), George Best (1968), Cristiano Ronaldo (2008).
| Máximos goleadores | Máximos goleadores           | Máximos goleadores | Más partidos disputados | Más partidos disputados | Más partidos disputados | Más temporadas disputadas | Más temporadas disputadas                                      | Más temporadas disputadas |
| ------------------ | ---------------------------- | ------------------ | ----------------------- | ----------------------- | ----------------------- | ------------------------- | -------------------------------------------------------------- | ------------------------- |
| 1.                 | Wayne Rooney                 | 253 goles          | 1.                      | Ryan Giggs              | 963 partidos            | 1.                        | Ryan Giggs                                                     | 23 temporadas             |
| 2.                 | Bobby Charlton               | 249 goles          | 2.                      | Bobby Charlton          | 758 partidos            | 2.                        | Bill Foulkes / Gary Neville / Paul Scholes                     | 19 temporadas             |
| 3.                 | Denis Law                    | 237 goles          | 3.                      | Paul Scholes            | 704 partidos            | 3.                        | Jack Rowley                                                    | 18 temporadas             |
| 4.                 | Jack Rowley                  | 211 goles          | 4.                      | Bill Foulkes            | 688 partidos            | 4.                        | Johnny Carey / Stan Pearson / Allenby Chilton / Bobby Charlton | 17 temporadas             |
| 5.                 | Dennis Viollet / George Best | 179 goles          | 5.                      | Gary Neville            | 602 partidos            | 5.                        | Jack Silcock / Wes Brown                                       | 15 temporadas             |
| Ver lista completa | Ver lista completa           | Ver lista completa | Ver lista completa      | Ver lista completa      | Ver lista completa      | Ver lista completa        | Ver lista completa                                             | Ver lista completa        |

Actualizado al 14 de mayo de 2017 de acuerdo con el sitio web oficial de estadísticas.

### Plantel 2025-26
- Según normativa UEFA, cada club solo puede tener en plantilla un máximo de tres jugadores extracomunitarios, que ocupen plaza de extranjero, mientras que un canterano debe permanecer al menos tres años en edad formativa en el club (15-21 años) para ser considerado como tal.[212]

### Transferencias 2025-26
| Altas          | Altas     | Altas                   | Altas    | Altas        |
| Jugador        | Posición  | Procedencia             | Tipo     | Costo        |
| -------------- | --------- | ----------------------- | -------- | ------------ |
| Diego León     | Defensa   | Cerro Porteño           | Traspaso | € 4.000.000  |
| Matheus Cunha  | Delantero | Wolverhampton Wanderers | Traspaso | € 74.200.000 |
| Bryan Mbeumo   | Delantero | Brentford               | Traspaso | € 75.000.000 |
| Benjamin Šeško | Delantero | Leipzig                 | Traspaso | € 76.500.000 |

| Bajas             | Bajas         | Bajas            | Bajas    | Bajas  |
| Jugador           | Posición      | Destino          | Tipo     | Costo  |
| ----------------- | ------------- | ---------------- | -------- | ------ |
| Jonny Evans       | Defensa       | Retiro           | Retiro   | Retiro |
| Victor Lindelöf   | Defensa       | Bandera de ?     | Libre    | € 0    |
| Christian Eriksen | Mediocampista | Bandera de ?     | Libre    | € 0    |
| Daniel Gore       | Mediocampista | Rotherham United | Préstamo | € 0    |
| Toby Collyer      | Mediocampista | West Brom        | Préstamo | € 0    |
| Marcus Rashford   | Delantero     | Barcelona        | Préstamo | € 0    |
| Ethan Wheatley    | Delantero     | Northampton Town | Préstamo | € 0    |

## Entrenadores
| Icono lupa | Para más detalles, consultar Entrenadores del Manchester United Football Club. |

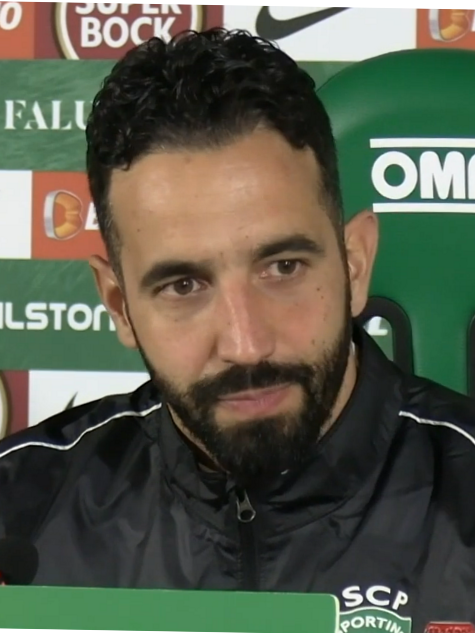
Rúben Amorim, entrenador del club desde noviembre de 2024.

El Manchester United ha tenido un total de veintinueve entrenadores a lo largo de su historia, en la que, ha llegado a contar con el servicio de múltiples entrenadores de distintas nacionalidades, siendo los de nacionalidad inglesa la más numerosa con un total de once. El primer entrenador oficial fue Alfred Harold Albut en 1892, años de los orígenes del club, puesto que hasta entonces era tomado por el secretario el cual tenía los mismos poderes y el papel de un entrenador actual, pero con el paso del tiempo, el fútbol fue adquiriendo cada vez más detalles técnicos y tácticos, haciéndose indispensable la creación de una figura encargada de tales cometidos. Ha sido tal la evolución de la táctica y la exigencia de este deporte, que actualmente se ha llegado a popularizar el uso de la figura de un segundo entrenador que complementa el trabajo del «mánager» principal.
Entre los entrenadores que ha tenido el primer equipo, destaca sobremanera el escocés Sir Alex Ferguson, quien estuvo al frente durante un total de veintiséis temporadas en los que contabilizó 1500 partidos —359 más que el segundo, el también escocés Sir Matt Busby— y en los que conquistó treintaiocho títulos oficiales para el club, ha ganado 13 títulos de Premier League, cinco FA Cup, cuatro Copas de la Liga, 10 Community Shield, dos títulos de la UEFA Champions League, una Recopa de Europa, una UEFA Super Cup, una Copa Intercontinental y un Mundial de Clubes en su estancia de más de 26 años, todo un histórico de la institución. En cuanto a rendimiento, Ferguson fue el que acummuló mejores números, con un 59,67% de victorias en 1500 encuentros. Al final la temporada 2012-13, Ferguson anunció su retiro y fue reemplazado por el técnico del Everton, David Moyes.
En su primer partido, Moyes le dio al United su vigésima Community Shield y su primer trofeo como entrenador del United; sin embargo, después de no poder llevar al club a la Liga de Campeones, fue despedido antes del final de su primera temporada, Ryan Giggs tomó el cargo temporalmente por los últimos cuatro partidos de la temporada 2013-14, donde el club terminó séptimo —su posición más baja desde el establecimiento de la Premier League—. El seleccionador neerlandés Louis van Gaal fue nombrado sustituto de Moyes el 19 de mayo de 2014, asumiendo el cargo tras la final de la Copa Mundial de la FIFA 2014. En su temporada inaugural, el United fichó a muchos jugadores prominentes y regresó a la Liga de Campeones con un cuarto puesto en liga. En su segunda temporada, los Red Devils terminaron en quinto lugar detrás del Manchester City, fuera de los puestos de la Liga de Campeones, pero ganó la FA Cup 2015-16, la primera del club en una docena de años. Sin embargo, la directiva decidió que no se había avanzado lo suficiente con respecto a la temporada anterior y Van Gaal fue despedido el 23 de mayo de 2016, pocos días después de levantar la copa. Fue reemplazado por el dos veces campeón de Europa y exentrenador del Chelsea, José Mourinho, el 27 de mayo de 2016. The Special One se convirtió en el cuarto entrenador del United (incluido Giggs) en los mismos años desde la jubilación de Ferguson. Ganó la Copa de la Liga y la Liga Europa en su primera temporada, pero no pudo ganar ningún trofeo en la temporada 2017-18 y fue despedido el 18 de diciembre de 2018 después de que el equipo ganara solo siete de sus primeros 17 partidos de la temporada 2018-19. Ole Gunnar Solskjær fue nombrado entrenador interino por el resto de la temporada. El 19 de enero de 2019, Solskjær ganó su séptimo de siete partidos a cargo del United, un nuevo récord del club, y el 28 de marzo de 2019, tras la victoria sobre el Paris Saint-Germain en la Liga de Campeones, obtuvo el puesto de forma permanente. Después de casi tres años al mando del club, Solskjær sería relevado de sus funciones el 21 de noviembre de 2021, tras perder 4-1 frente al Watford más una serie de malos resultados. Al día siguiente Michael Carrick sería nombrado técnico interino, hasta que el 29 del mismo mes cuando el alemán Ralf Rangnick fue nombrado técnico interino hasta el final de la temporada 2021-22. Rangnick no pudo clasificar al equipo a la Liga de Campeones tras quedar sexto en la liga con 57 puntos, —obteniendo el United su puntuación más baja desde el establecimiento de la Premier League—.

## Funcionarios del club

### Personal
| Cargo                                  | Nombre                                                        |
| -------------------------------------- | ------------------------------------------------------------- |
| Mánager                                | Rúben Amorim                                                  |
| Entrenador del primer equipo           | Darren Fletcher Andreas Georgson Emanuel Ferro Adélio Cândido |
| Entrenadores asistentes                | Carlos Fernandes                                              |
| Entrenador de porteros                 | Jorge Vital                                                   |
| Asistente del entrenador de porteros   | Craig Mawson                                                  |
| Jefe de rendimiento deportivo          | Richard Hawkins                                               |
| Preparador físico                      | Paulo Gaudino Charlie Owen                                    |
| Científico deportivo del primer equipo | Edward Leng                                                   |
| Analista técnico                       | Paul Brand                                                    |
| Jefe de desarrollo del primer equipo   | John Murtough                                                 |

| Cargo                                   | Nombre                               |
| --------------------------------------- | ------------------------------------ |
| Jefe de medicina y ciencia del fútbol   | Steve McNally                        |
| Médico asistente del club               | Tony Gill                            |
| Jefe de rehabilitación y fisioterapia   | Robin Sadler                         |
| Fisioterapeuta principal                | Richard Merron                       |
| Asistente del fisioterapeuta            | Jon Picot                            |
| Fisioterapeuta principal de la academia | Neil Hough                           |
| Fisioterapeuta del equipo Sub-23        | Tom Hughes                           |
| Fisioterapeuta de la academia           | John Davin                           |
| Masajistas                              | Gary Armer Rod Thornley Andy Caveney |
| Dietista del club                       | Trevor Lea                           |
| Jefe de rendimiento                     | Tony Strudwick                       |
| Jefe de fuerza y acondicionamiento      | Michael Clegg                        |
| Jefe de rendimiento humano              | Richard Hawkins                      |
| Jefe de recuperación y regeneración     | Robin Thorpe                         |
| Científico deportivo                    | David M. Kelly                       |

| Cargo                                                 | Nombre          |
| ----------------------------------------------------- | --------------- |
| Jefe de operaciones de la academia                    | Nick Cox        |
| Director de la academia juvenil                       | Nicky Butt      |
| Jefe de desarrollo y entrenamiento (Sub-17 al Sub-23) | Justin Cochrane |
| Mánager Sub-23                                        | Neil Wood       |
| Asistente del mánager Sub-23                          | Neil Ryan       |
| Mánager Sub-18                                        | Travis Binnion  |
| Jefe de desarrollo y entrenamiento (Sub-14 al Sub-16) | Travis Binnion  |
| Asistente del mánager Sub-18                          | Colin Little    |
| Jefe de entrenamiento de la academia                  | Mark Dempsey    |
| Entrenador de porteros de la academia                 | Alan Fettis     |

| Cargo                         | Nombre |
| ----------------------------- | --- |
| Jefe de ojeadores             | Jim Lawlor |
| Jefe de exploración mundial   | Marcel Bout |
| Jefe de reclutamiento juvenil | David Harrison |
| Ojeadores                     | Armand Benneker Thomas Bormann Roy Beukenkamp João Ferreira Gerardo Guzmán Andreas Herrmann Tommy Møller Nielsen Vasco Noronha |

### Administración
- Propietarios: Familia Glazer a través del Red Football Shareholder Limited (63.3%).[229]
Jim Ratcliffe a través de INEOS (27.7%).

- Presidente honorario: Martin Edwards.[230]

| Cargo                      | Nombre                                                                                                |
| -------------------------- | --- |
| Copresidentes              | Avram Glazer Joel Glazer                                                                              |
| Director general del grupo | Omar Berrada                                                                                          |
| Director financiero        | Roger Bell                                                                                            |
| Director de operaciones    | Collette Roche                                                                                        |
| Directores no ejecutivos   | Bryan Glazer Kevin Glazer Edward Glazer Darcie Glazer Kassewitz Robert Leitão John Hooks Manu Sawhney |

| Cargo                                 | Nombre           |
| ------------------------------------- | ---------------- |
| Director de operaciones del grupo     | Alan Dawson MBE  |
| Director de fútbol                    | John Murtough    |
| Director técnico                      | Darren Fletcher  |
| Jefe de desarrollo corporativo        | Matt Judge       |
| Director de comunicaciones            | Charlie Brooks   |
| Consejero general                     | Patrick Stewart  |
| Director de finanzas y TI             | Steve Deaville   |
| Director de procesos                  | David French     |
| Director de asociaciones              | Sean Jefferson   |
| CEO de medios                         | Phil Lynch       |
| Gerente de taquilla                   | Sam Kelleher     |
| Oficial de acceso para discapacitados | Rishi Jain       |
| Jefe de seguridad del estadio         | Phil Rainford    |
| Gerente de estadio                    | Ian Collins      |
| Gerente de terrenos                   | Anthony Sinclair |

| Cargo                | Nombre |
| -------------------- | --- |
| Directores           | Omar Berrada Dave Brailsford Jean-Claude Blanc Michael Edelson Sir Alex Ferguson                                           |
| Secretaria del club  | Rebecca Britain |
| Embajadores del club | Sir Alex Ferguson Andy Cole Denis Irwin Gary Neville Bryan Robson Peter Schmeichel Park Ji-sung Dwight Yorke Nemanja Vidić |

## Categorías inferiores
| Icono lupa | Para más detalles, consultar Manchester United Football Club Reservas y Academia |

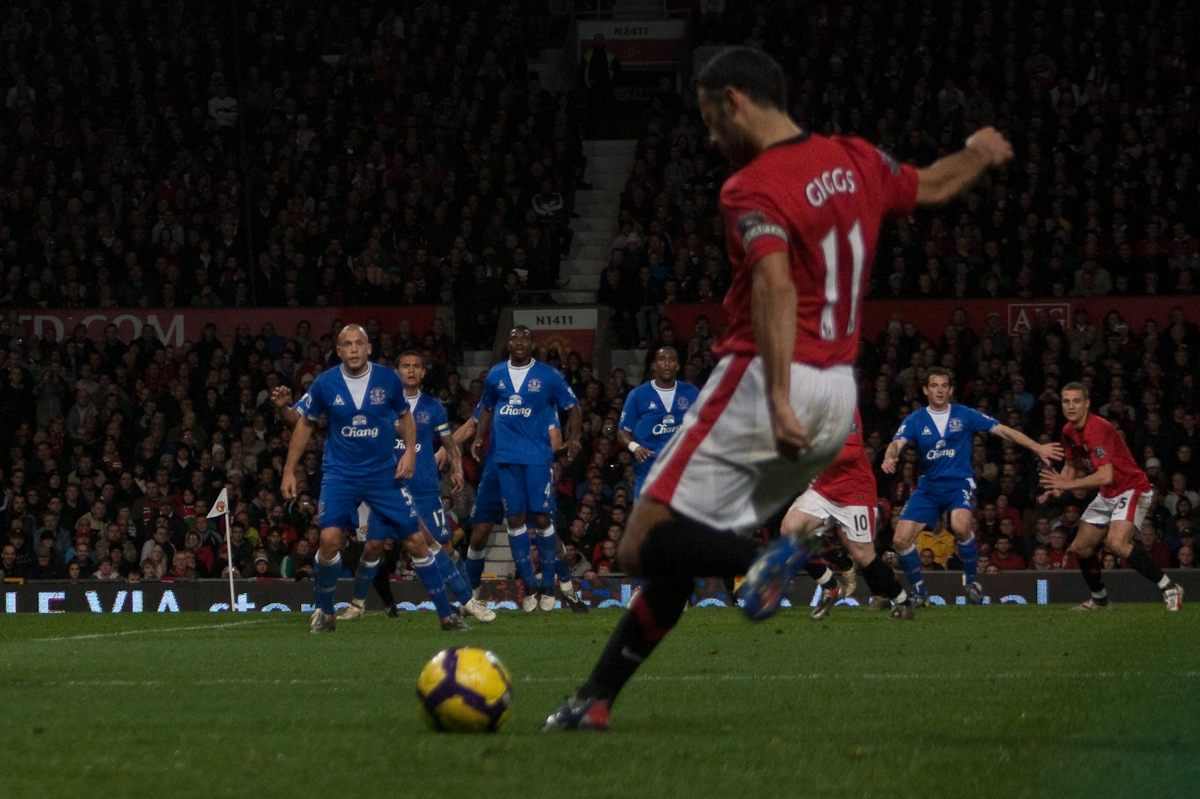
Ryan Giggs, uno de los canteranos más exitosos.

El equipo de reserva o Manchester United Football Club Reservas y Academia juega en la League 1 de la Premier League 2. Tras la introducción de nuevas regulaciones en la temporada 2016-17 se limita la presencia a tres jugadores de campo y un portero de más de 23 años por partido, además de un aumento de la edad de 21 años a 23 años que fue introducido en la temporada 2012-13.
El actual director técnico del equipo es Ricky Sbragia, que anteriormente fue el mánager entre 2002 y 2005. Sbragia es el sucesor de Nicky Butt, un graduado de la academia en la década de 1990 que jugó para el United hasta 2004. Butt tuvo el rol de manera interina para la temporada 2016-17 después de que Warren Joyce fuera nombrado mánager del Wigan Athletic el 2 de noviembre de 2016. Joyce, quien asumió el cargo de Ole Gunnar Solskjær como gerente de las reservas en diciembre de 2010, anteriormente era el gerente del Royal Antwerp, el club filial del Manchester United en Bélgica.
Manchester United también tiene un equipo Sub-18, dirigido por Neil Ryan, que juega en el grupo 2 de la Premier League Sub-18 y la FA Youth Cup. Los Sub-18 juegan sus partidos como local en el Aon Training Complex en Carrington.

## Otras secciones deportivas

### Sección femenina
En marzo de 2018, el Manchester United anunció sus intenciones de formar un equipo de fútbol femenino. El Manchester United Women Football Club se fundó el 28 de mayo de 2018, después de la exitosa solicitud del club para unirse a la recién formada FA Women's Championship 2018-19. Marcó el regreso del club al fútbol femenino después de una ausencia de trece años, después de que el Manchester United disolviera el plantel femenino en 2005 para enfocarse en el fútbol juvenil; aunque la academia del club continuó a través de la Manchester United Foundation, con jugadoras como Izzy Christiansen y Katie Zelem producidas por la academia del United's Centre of Excellence. Casey Stoney fue nombrada primer entrenador en jefe del club el 8 de junio, con su escuadrón inaugural de 21 jugadoras anunciado poco más de un mes después.

## Área social y dimensión sociocultural

### Afición

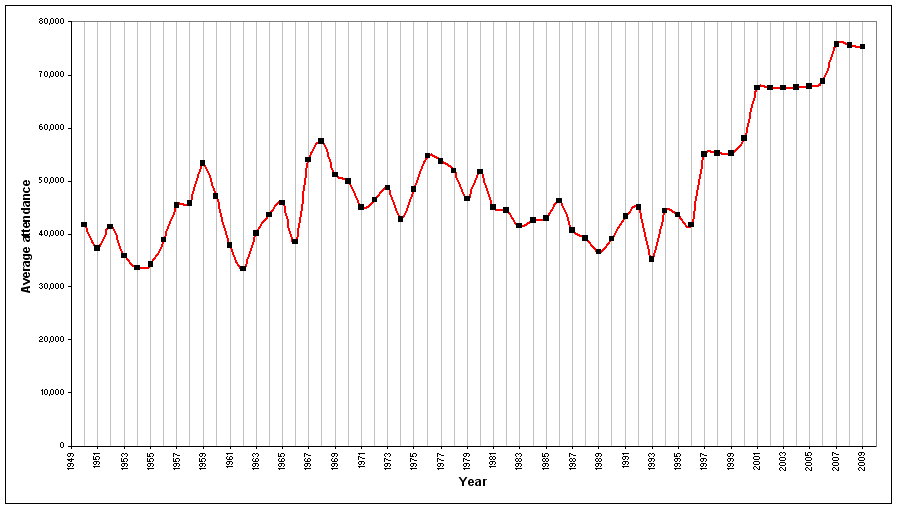
Asistencia promedio de Old Trafford, entre 1949 y 2009

El Manchester United está considerado como el club de fútbol más popular en el mundo, con el promedio de asistencia más alto en Europa. La base de seguidores del equipo a nivel mundial incluye a más de 200 sucursales reconocidas del Manchester United Supporters Club (MUSC), en al menos 24 países distintos. El conjunto toma ventaja de este apoyo a través de sus recorridos internacionales de verano. La empresa de contabilidad y consultores de la industria deportiva Deloitte estimó que, en 2008, el Manchester United contaba con 75 millones de seguidores en todo el mundo, mientras que otras fuentes aseguraron que la cifra precisa era cercana a los 333 millones de seguidores. En 2012, el sitio web oficial del equipo reveló que la cantidad de seguidores en todo el mundo es de 659 millones.
Los partidarios están representados por dos organismos independientes: Independent Manchester United Supporters Association (IMUSA), que mantiene vínculos cercanos con el club a través del foro de seguidores del MUFC, y Manchester United Supporters' Trust (MUST). Una vez que la familia Glazer tomó el control del club en 2005, un grupo de seguidores creó un club escindido denominado Football Club United of Manchester. La tribuna oeste del Old Trafford —el extremo Stretford— es el extremo local y donde se encuentra generalmente el mayor apoyo vocal para el equipo durante los encuentros ahí celebrados.

## Rivalidades

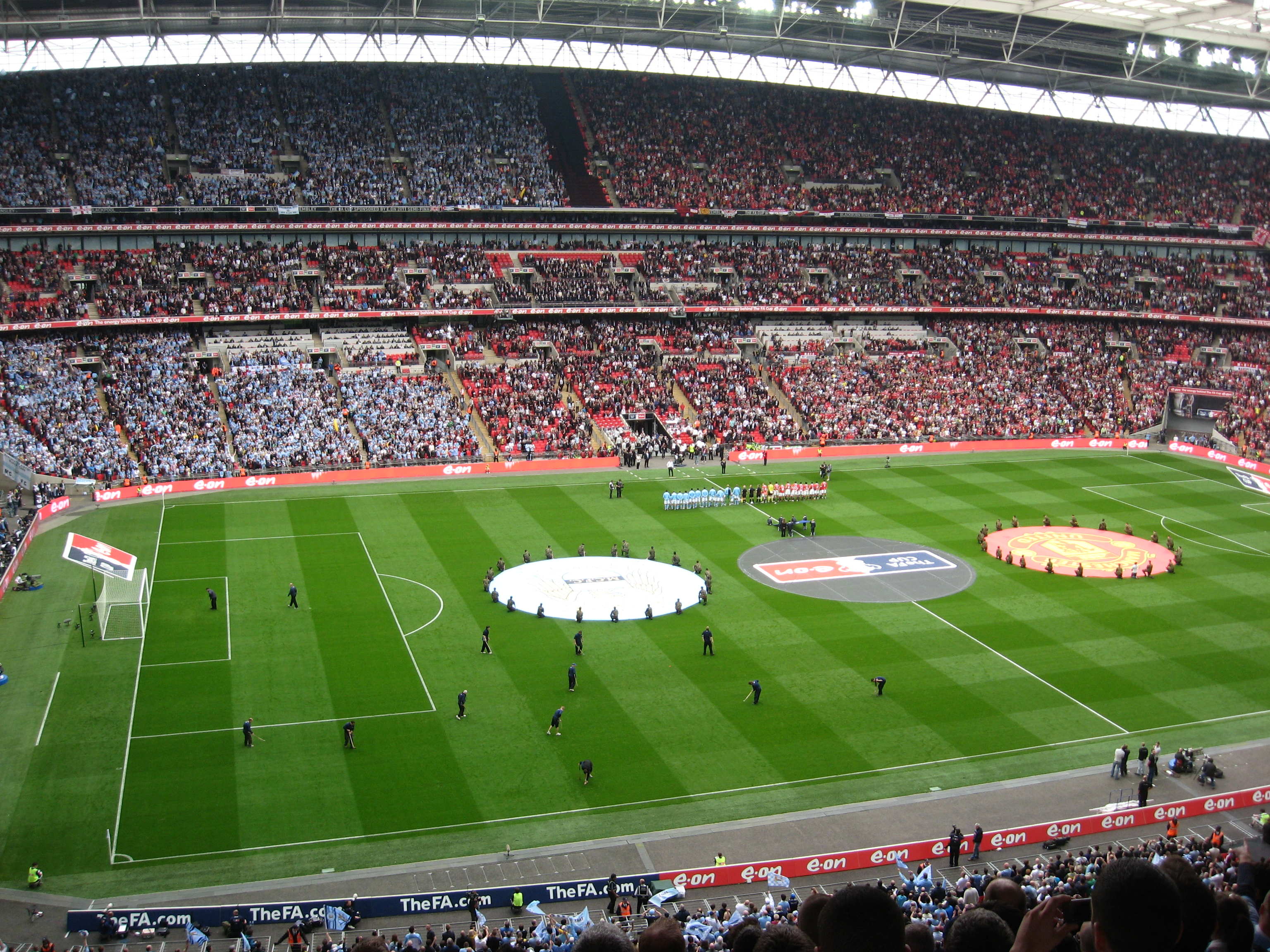
Wembley antes del Derbi de Mánchester en la semifinal de la FA Cup 2010-11.

El Manchester United tiene rivalidades con cuatro equipos: Arsenal, Leeds United, Liverpool y Manchester City — con el cual disputa el derbi de Mánchester.
La rivalidad con el Liverpool surgió de la competencia entre ambas ciudades durante la Revolución Industrial, cuando Mánchester era notable por su industria textil mientras que Liverpool lo era mayormente por su puerto. Por otra parte, la «rivalidad de las rosas» con Leeds United tiene su origen en la guerra de las Dos Rosas disputada entre la Casa de Lancaster y la Casa de York, donde el Manchester United representa al Lancashire y Leeds a Yorkshire. La competencia con el Manchester City obedece a que ambos equipos pertenecen a la misma ciudad.
La rivalidad con el Arsenal surge de las numerosas ocasiones en que los dos equipos, así como los mánagers Sir Alex Ferguson y Arsène Wenger, han luchado por el título de la Premier League. Con 33 títulos entre ellos —20 para el Manchester United, 13 para el Arsenal—, este encuentro se ha convertido en uno de los mejores partidos de la Premier League de la historia.